# Liste der Biografien/Ai
Liste der Biografien |
Portal Biografien |
Personensuche
# |
A |
B |
C |
D |
E |
F |
G |
H |
I |
J |
K |
L |
M |
N |
O |
P |
Q |
R |
S |
T |
U |
V |
W |
X |
Y |
Z |
?
 
Aa |
Ab |
Ac |
Ad |
Ae |
Af |
Ag |
Ah |
Ai |
Aj |
Ak |
Al |
Am |
An |
Ao |
Ap |
Aq |
Ar |
As |
At |
Au |
Av |
Aw |
Ax |
Ay |
Az
Die Liste der Biografien führt alle Personen auf, die in der deutschsprachigen Wikipedia einen Artikel haben. Dieses ist eine Teilliste mit 711 Einträgen von Personen, deren Namen mit den Buchstaben „Ai“ beginnt.

## Ai
- Ai (1947–2010), US-amerikanische Dichterin und Hochschullehrerin
- Ai (* 1981), japanische Sängerin
- Ai, Keiko (* 1932), japanische Schriftstellerin
- Ai, Mitsu (1907–1946), japanischer Maler
- Ai, Qing (1910–1996), chinesischer Dichter und Maler
- Ai, Siqi (1910–1966), chinesischer Revolutionär und marxistischer Theoretiker
- Ai, Tatsuya (* 1968), japanischer Fußballspieler
- Ai, Weiwei (* 1957), chinesischer KonzeptkünstlerAi Weiwei (* 1957)

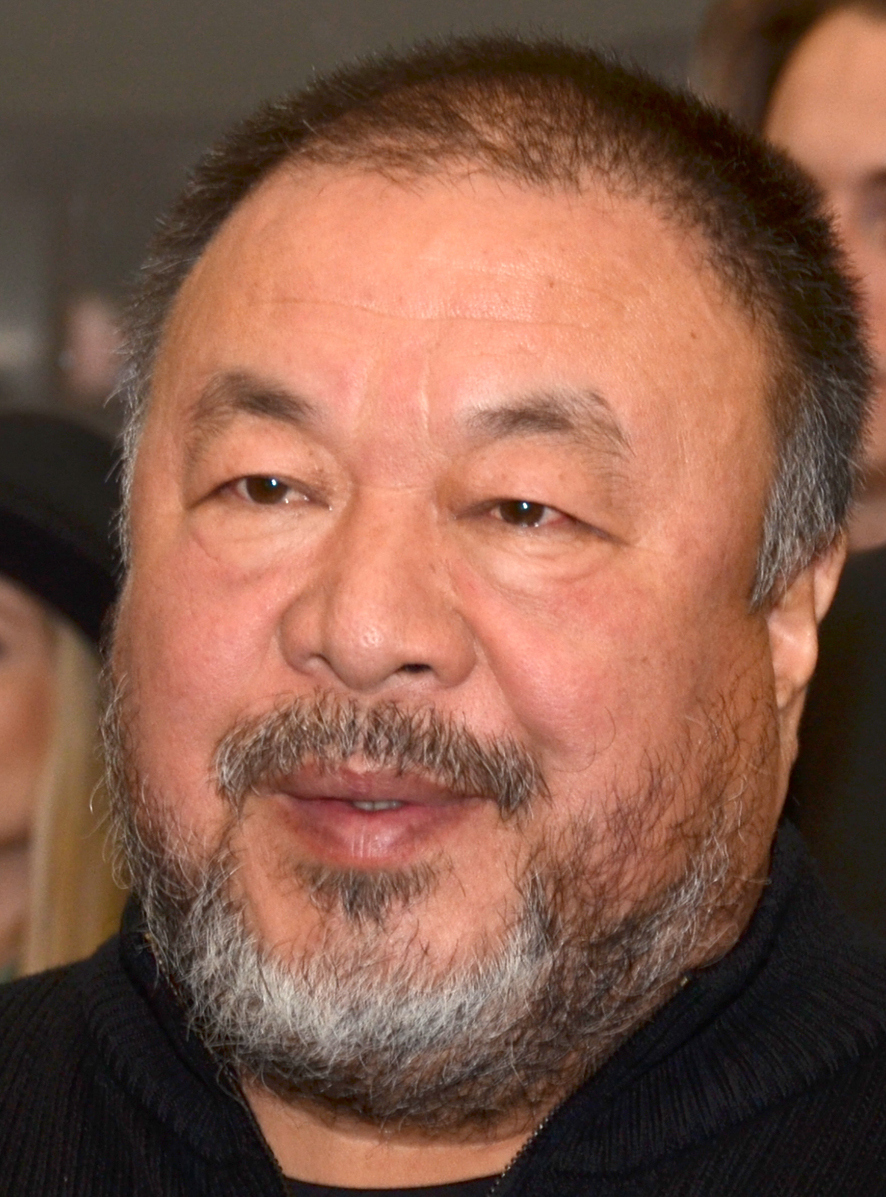
Ai Weiwei (* 1957)

- Ai, Wu (1904–1992), chinesischer Schriftsteller
- Ai, Xia (1912–1934), chinesische Schauspielerin
- Ai, Xuan (* 1947), chinesischer Maler

### Aia
- Aiacius Modestus Crescentianus, Quintus, römischer Konsul 228
- Aiakides († 313 v. Chr.), König der Molosser; Hegemon der Epiroten
- Aiani, Luisa (1914–1990), italienische Architektin und Designerin
- Aiantides, griechischer Tragiker des Hellenismus
- Aiantides von Lampsakos, Tyrann von Lampsakos
- Aiantides von Milet, griechischer Offizier
- Aiava, Destanee (* 2000), australische Tennisspielerin

### Aib
- Aiba (* 2000), norwegischer Sänger und Schauspieler
- Aiba, Aina (* 1988), japanische Seiyū und Popmusikerin
- Aiba, Masaki (* 1982), japanischer Sänger und Schauspieler
- Aibara, Shirō (1880–1911), japanischer Marineoffizier und Luftfahrtpionier
- Aibéo, Ricardo (* 1973), portugiesischer Film- und Theaterschauspieler und Regisseur
- Aibl, Josef (1802–1834), deutscher Musikalienhändler, Musikverleger und Lithograf
- Aiblinger, Johann Kaspar (1779–1867), deutscher Komponist und Kapellmeister

### Aic
- Aicard, Jean (1848–1921), französischer Dichter, Romancier und Dramatiker
- Aicardi Visconti, Bartolomeo (1402–1457), italienischer Geistlicher und Bischof von Novara
- Aicardi, Cristina (* 1986), peruanische Badmintonspielerin
- Aicardi, Matteo (* 1986), italienischer Wasserballspieler
- Aicega, Magdalena (* 1973), argentinische Hockeyspielerin
- Aich, Adolf (1824–1909), deutscher römisch-katholischer Geistlicher
- Aich, Arnt von, Kölner Buchdrucker
- Aich, Bartholomäus, deutscher Barockkomponist
- Aich, Johann von, Kölner Buchdrucker
- Aich, Manohar (1914–2016), indischer Bodybuilder
- Aich, Priska (1887–1943), ungarische Opernsängerin im Stimmfach Sopran
- Aicha von Marokko, Lalla (1930–2011), marokkanische Prinzessin und Botschafterin
- Aicha, Mariam Mint Ahmed, mauretanische Politikerin
- Aichberger, Friedrich (1908–1992), deutscher Jurist
- Aichbichler, Josef (1845–1912), deutscher Politiker (Patrioten, Zentrum), MdR
- Aichbichler, Otto (1908–1997), österreichischer Autor
- Aichbichler, Thea (1889–1957), deutsche Schauspielerin
- Aichbühel, Johann Carl (1598–1658), österreichischer Universitätsrektor
- Aichel, Oswald (1841–1913), deutscher Konsul
- Aichel, Otto (1871–1935), deutscher Anatom, Embryologe, Anthropologe und Hochschullehrer
- Aichelberg, Dorothea Christina von (1674–1762), deutsche Thronfolgerin
- Aichelburg, Adolf von (1796–1858), österreichischer Ständischer Beamter und Politiker, Landtagsabgeordneter
- Aichelburg, Eugen von (1852–1917), österreichischer Politiker
- Aichelburg, Gustav August von (1813–1882), deutscher Politiker
- Aichelburg, Peter (* 1941), österreichischer theoretischer Physiker
- Aichelburg, Wladimir (* 1945), österreichischer Historiker, Archivar und Publizist
- Aichelburg, Wolf von (1912–1994), rumänischer Schriftsteller
- Aichelburg-Labia, Franz von (1856–1927), österreichischer Beamter und Politiker
- Aichelburg-Labia, Leopold von (1853–1926), österreichischer Politiker
- Aichele, Albert (1865–1922), Schweizer Pionier der Elektrotechnik
- Aichele, Christian, deutscher Wirtschaftswissenschaftler und Wirtschaftsinformatiker
- Aichele, David (* 1999), deutscher Basketballspieler
- Aichele, Dietmar (1928–1996), deutscher Botaniker, Lehrer, Autor
- Aichele, Hans (1911–1948), Schweizer Bobfahrer und Olympiateilnehmer
- Aichele, Hellmut (1902–1975), deutscher Organist, Musikpädagoge, Chorleiter und Komponist
- Aichele, Hermann (1881–1940), deutscher Verwaltungsbeamter, Theoretiker und Praktiker der „Bekämpfung des Zigeunerunwesens“
- Aichele, Martin (* 1960), deutscher Mediengestalter
- Aichele, Paul (1859–1920), deutscher Bildhauer
- Aichele, Ulrike (* 1955), deutsche Tischtennisspielerin
- Aichele, Walther (1889–1971), deutscher Sprachwissenschaftler und Hochschullehrer
- Aichen, Anton Augustin von (1701–1777), österreichischer Adeliger, Verordneter des niederösterreichischen Ritterstandes und wirklicher Landrat
- Aichen, Franz Xaver von (1788–1856), niederösterreichischer Land-Untermarschall und Präses des Ritterstandes
- Aichen, Johann Joachim von (1664–1729), niederösterreichischer Landuntermarschall und Präses des niederösterreichischen Ritterstandes
- Aichen, Joseph von (1745–1818), österreichischer Diplomat und Jurist
- Aichenegg, Hermine (1915–2007), österreichische Künstlerin
- Aichenwald, Juli Issajewitsch (1872–1928), russischer Literaturkritiker
- Aicher von Aichenegg, Jacob (1809–1877), österreichischer Jurist und Politiker
- Aicher, Anton (1859–1930), österreichischer Bildhauer
- Aicher, Emma (* 2003), deutsch-schwedische SkirennläuferinEmma Aicher (* 2003)

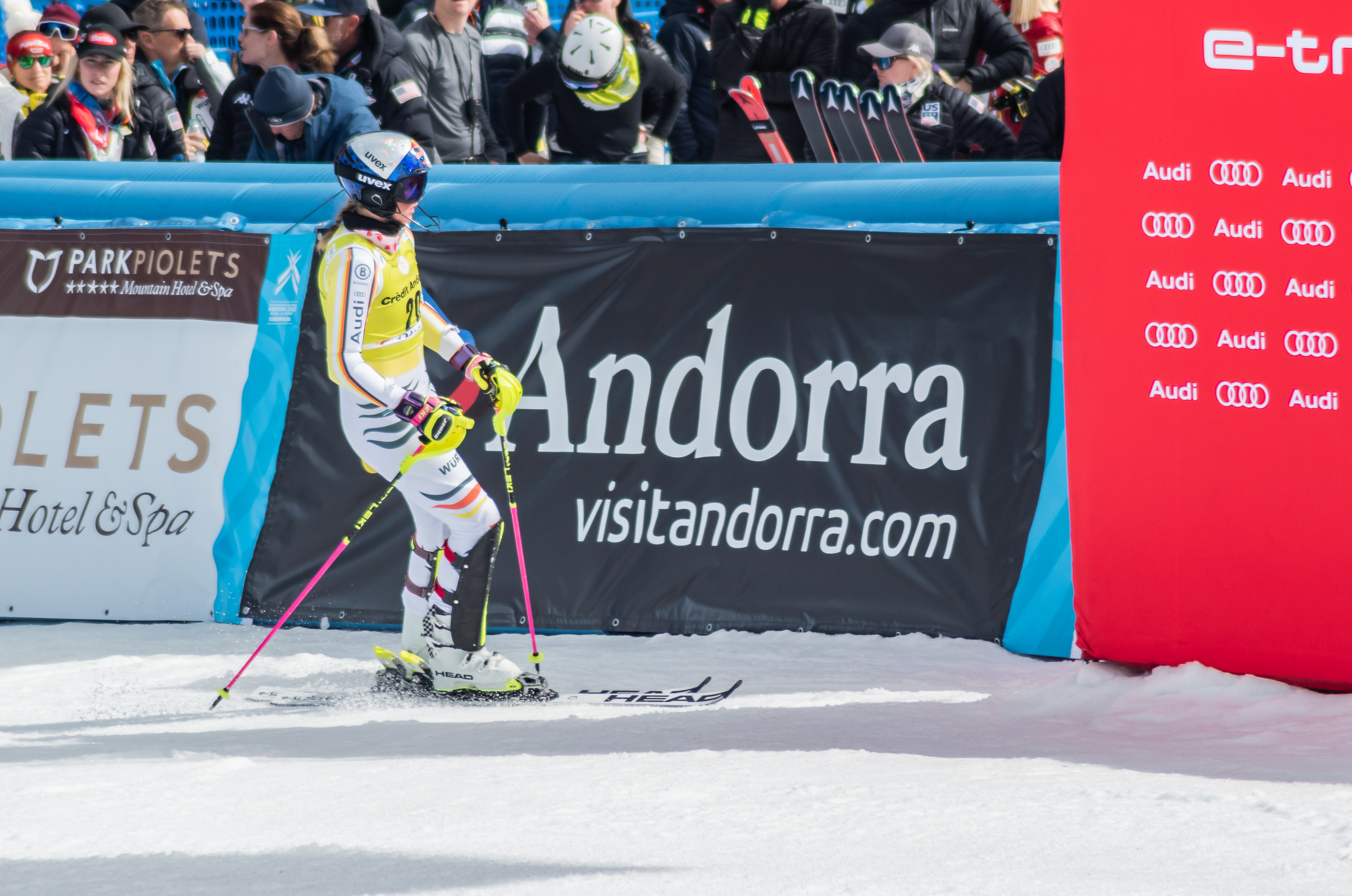
Emma Aicher (* 2003)

- Aicher, Georg (1873–1929), deutscher Theologe
- Aicher, Gretl (1928–2012), österreichische Puppenspielerin und Theaterleiterin
- Aicher, Hermann (1902–1977), österreichischer Theaterleiter, Leiter des Salzburger Marionettentheaters
- Aicher, Josef (1882–1973), österreichischer Architekt
- Aicher, Josef (* 1947), österreichischer Jurist und Hochschullehrer
- Aicher, Max (* 1934), deutscher Unternehmer
- Aicher, Maximilian Thomas von (1753–1831), bayerischer Offizier, zuletzt Generalmajor
- Aicher, Otl (1922–1991), deutscher Bildhauer, Grafiker, Gestalter
- Aicher, Otto (1628–1705), deutscher Benediktiner, Hochschullehrer und Dramatiker
- Aicher, Teja (1909–1979), österreichischer Maler, Texter und Illustrator
- Aicher, Wilhelm K. (* 1958), deutscher Molekularbiologie
- Aicher-Scholl, Inge (1917–1998), deutsche Kulturschaffende und Schriftstellerin; Schwester der Geschwister Scholl
- Aichern, Maximilian (* 1932), österreichischer Ordensgeistlicher, Bischof der Diözese LinzMaximilian Aichern (* 1932)

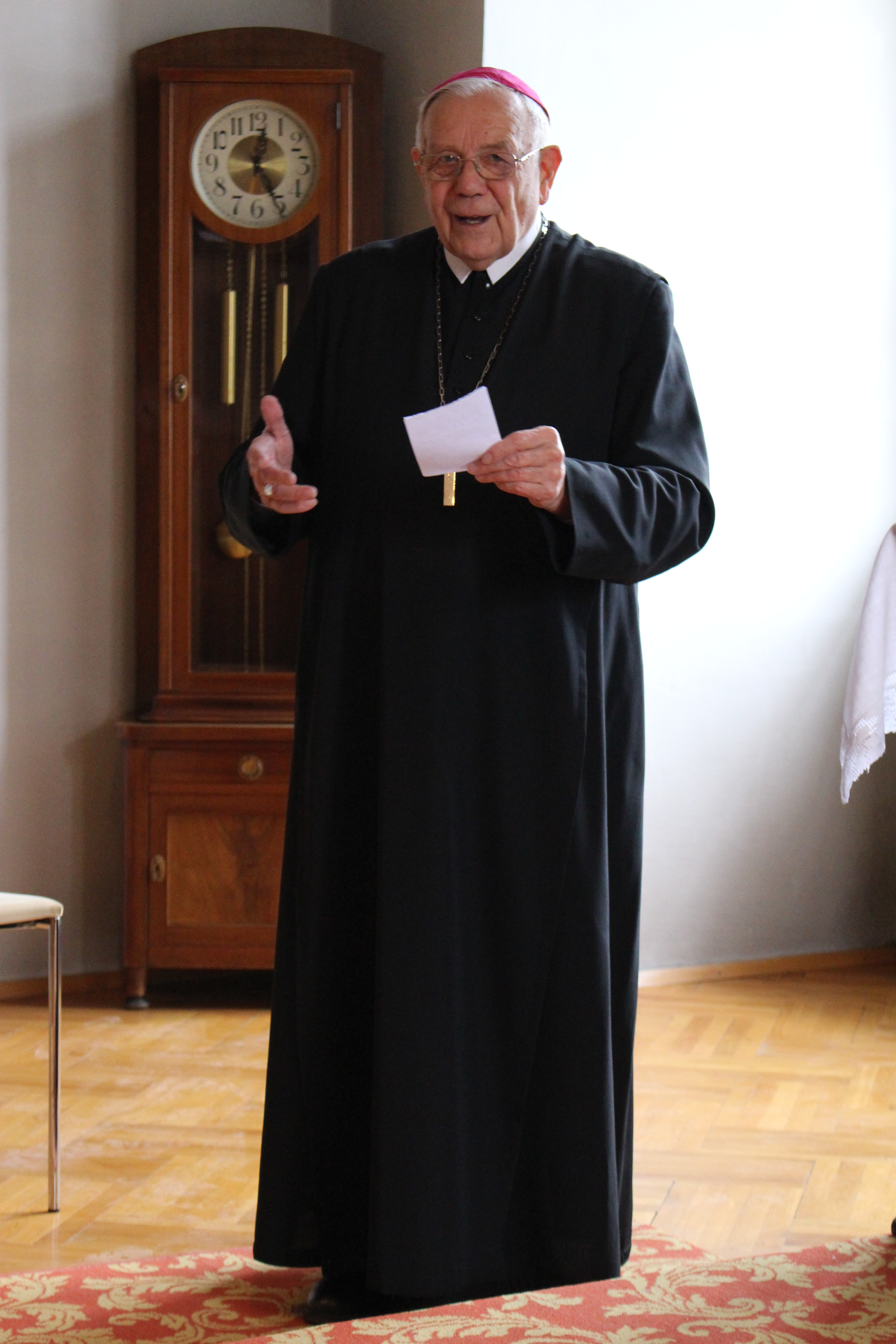
Maximilian Aichern (* 1932)

- Aichert, Gerhart (1940–2021), deutscher Basketballfunktionär
- Aichgasser, Johann Georg (1701–1767), deutscher Orgelbauer
- Aichholzer, Friedrich (1927–2017), österreichischer Beamter bei den Österreichischen Bundesbahnen und Politiker (SPÖ), Landtagsabgeordneter der Steiermark
- Aichholzer, Josef (* 1950), österreichischer Filmproduzent
- Aichholzer, Wolfgang (* 1964), österreichischer Kameramann
- Aichhorn, August (1878–1949), österreichischer Pädagoge und Psychoanalytiker
- Aichhorn, Karl (1903–1967), österreichischer Politiker (ÖVP) und Abgeordneter zum Nationalrat
- Aichhorn, Karl (* 1964), österreichischer Musiker, Dirigent, Komponist und Pädagoge
- Aichhorn, Michael (1949–2008), österreichischer Theatermacher, Theaterschauspieler und Künstler
- Aichhorn, Sabine (* 1979), österreichische bildende Künstlerin und Designerin
- Aichhorn, Sigmund (1814–1892), österreichischer Geologe und Paläontologe
- Aichhorn, Silke, deutsche HarfenistinSilke Aichhorn

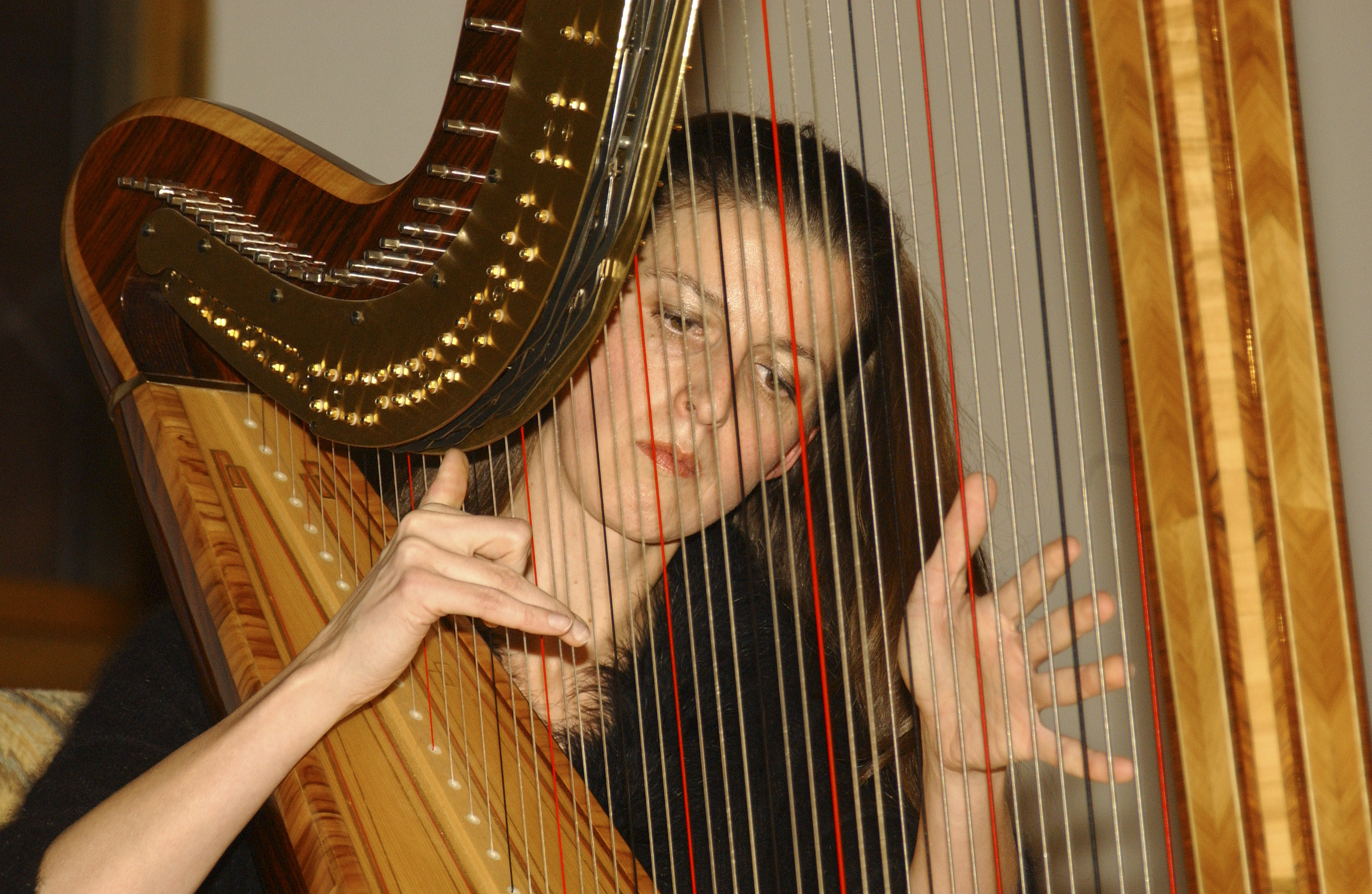
Silke Aichhorn

- Aichi Kazuo (1937–2024), japanischer Politiker
- Aichi, Jirō (* 1969), japanischer Politiker
- Aichi, Kiichi (1907–1973), japanischer Politiker
- Aichinger, Alan (1705–1780), österreichischer Zisterzienserabt
- Aichinger, Alfred (1934–2009), österreichischer Politiker (SPÖ), Mitglied des Bundesrates
- Aichinger, Bärbel (* 1940), deutsche Hockeyspielerin und Hockeyschiedsrichterin
- Aichinger, Carl Friedrich (1717–1782), deutscher Sprachwissenschaftler
- Aichinger, Christian (* 1951), österreichischer Bankmanager
- Aichinger, Daniel (* 1974), deutscher Schauspieler
- Aichinger, Elfi (* 1961), österreichische Jazzmusikerin (Gesang, Komposition)
- Aichinger, Emmanuela (1917–2005), deutsche Ordensgeistliche und Äbtissin des Klosters Tettenweis
- Aichinger, Erwin (1894–1985), österreichischer Forstwissenschaftler und Pflanzensoziologe
- Aichinger, Fritz (* 1946), österreichischer Politiker, Gemeinderat und Landtagsabgeordneter in Wien
- Aichinger, Georg von (1826–1891), Generaldirektor der K. K. priv. Kronprinz-Rudolfs-Bahn
- Aichinger, Gerhard (1900–1978), österreichisch-deutscher Schriftsteller
- Aichinger, Gregor († 1628), deutscher Komponist
- Aichinger, Hans (* 1959), deutscher Maler
- Aichinger, Heribert (1903–1985), österreichischer Schauspieler
- Aichinger, Hermann (1885–1962), österreichischer Architekt
- Aichinger, Hermann junior (1917–1965), österreichischer Architekt
- Aichinger, Ilse (1921–2016), österreichische Schriftstellerin
- Aichinger, Josef (1955–2021), österreichischer Musikfestivalintendant
- Aichinger, Karl (1951–2014), deutscher Maler und Bildhauer
- Aichinger, Lukas (* 1992), österreichischer Jazzmusiker (Schlagzeug, Komposition)
- Aichinger, Manfred (* 1960), österreichischer Choreograf und Tanzpädagoge
- Aichinger, Martin († 1636), österreichischer Bauernkriegsführer
- Aichinger, Michael (* 1963), österreichischer Politiker (SPÖ), Landtagsabgeordneter
- Aichinger, Oskar (* 1956), österreichischer Jazzmusiker und Komponist
- Aichinger, Renate (* 1976), österreichische Schauspielerin und Regisseurin
- Aichinger, Utz (1938–2023), deutscher Hockeyspieler
- Aichinger, Walter (1916–1994), österreichischer Politiker (VdU, FPÖ), Landtagsabgeordneter
- Aichinger, Walter (1953–2024), österreichischer Mediziner und Politiker (ÖVP), Landtagsabgeordneter
- Aichinger, Wolfgang (* 1952), österreichischer Cellist und Hochschullehrer
- Aichler, David (1545–1596), deutscher Benediktinermönch
- Aichmair, Hermann (1924–2022), österreichischer Hochschullehrer, Autor, Maler, Grafiker, Bildhauer und Kunstsammler
- Aichmann, Martin (1550–1616), deutscher Jurist und Theologe
- Aichmis, König von Orchomenos in Arkadien
- Aichner, Bernhard (* 1972), österreichischer Schriftsteller und Fotograf
- Aichner, Ernst (* 1943), deutscher Militärhistoriker
- Aichner, Eva-Maria, österreichische Schauspielerin
- Aichner, Fabian (* 1990), italienischer WrestlerFabian Aichner (* 1990)

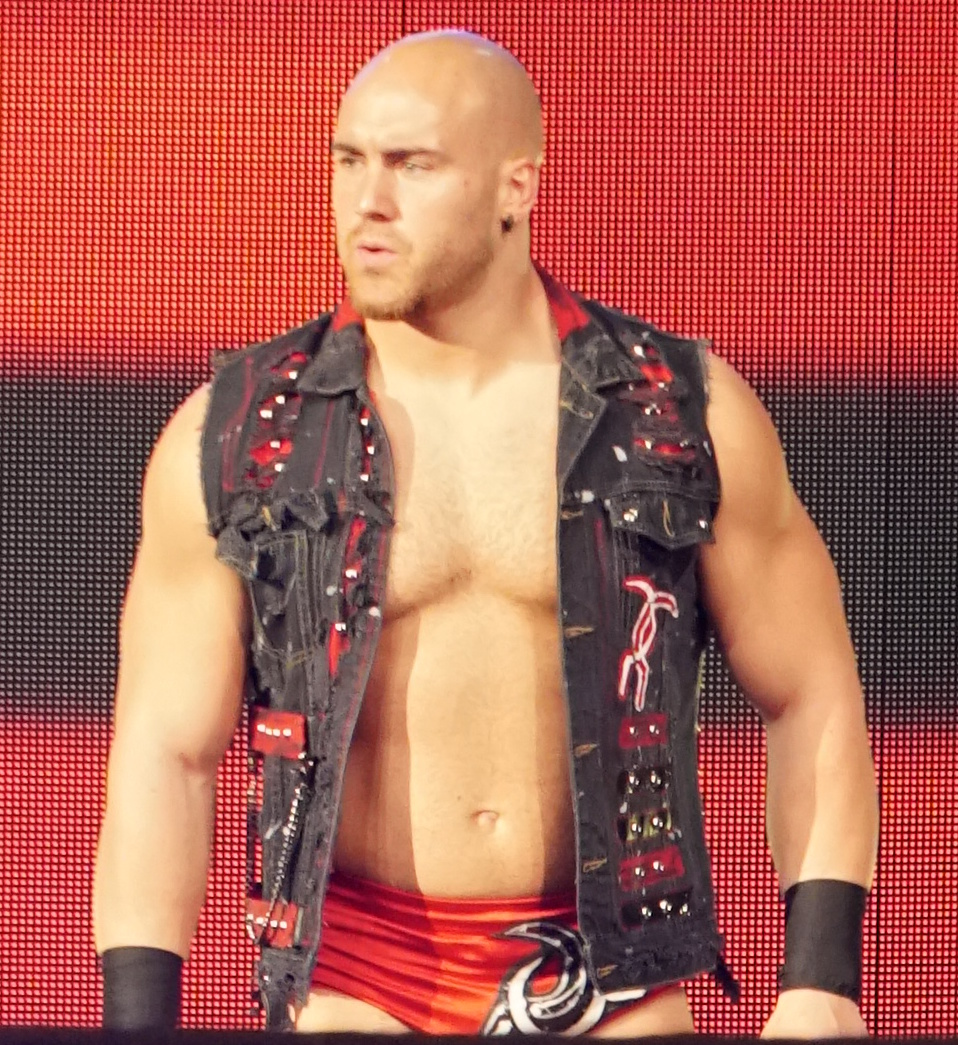
Fabian Aichner (* 1990)

- Aichner, Fridolin (1912–1987), deutsch-mährischer Lehrer und Schriftsteller
- Aichner, Martino (1918–1994), italienischer Pilot und Anwalt
- Aichner, Simon (1816–1910), Fürstbischof von Brixen
- Aicholt, Christian von (1754–1838), österreichischer Adliger, Beamter und Politiker
- Aicholz, Johann (1520–1588), Mediziner und Botaniker
- Aichstetten, Pfaff-Florian von, deutscher Heerführer
- Aichstetter, Friedrich († 1463), bayerischer Beamter in der Kanzlei der Bayerischen Herzöge
- Aichwalder, Hermann (* 1965), österreichischer Drehbuchautor, Produzent und Regisseur
- Aickelin, Louis (1810–1884), deutscher Skribent, Kopist und Fotograf
- Aicken, Vic (1914–1972), nordirischer Fußballspieler

### Aid
- 'Aid, Chalid al- (* 1969), saudi-arabischer Springreiter
- Aid, Matthew (1958–2018), US-amerikanischer Militärhistoriker und Autor
- Aida, Aquirax (1946–1978), japanischer Musikkritiker, Promoter und Produzent
- Aïda, Miriam (* 1974), schwedische Jazzsängerin
- Aida, Mitsuo (1924–1991), japanischer Dichter und Kalligraph
- Aida, Tsunao (1914–1990), japanischer Dichter
- Aida, Yasuaki (1747–1817), japanischer Mathematiker
- Aida, Yūki (* 1998), japanischer Fußballspieler
- Aidala, Christine, US-amerikanische Physikerin
- Aidan von Dalriada, König von Dalriada
- Aidán von Ferns († 627), irischer Bischof und Heiliger
- Aidan von Lindisfarne († 651), Bischof in NorthumbriaAidan von Lindisfarne († 651)

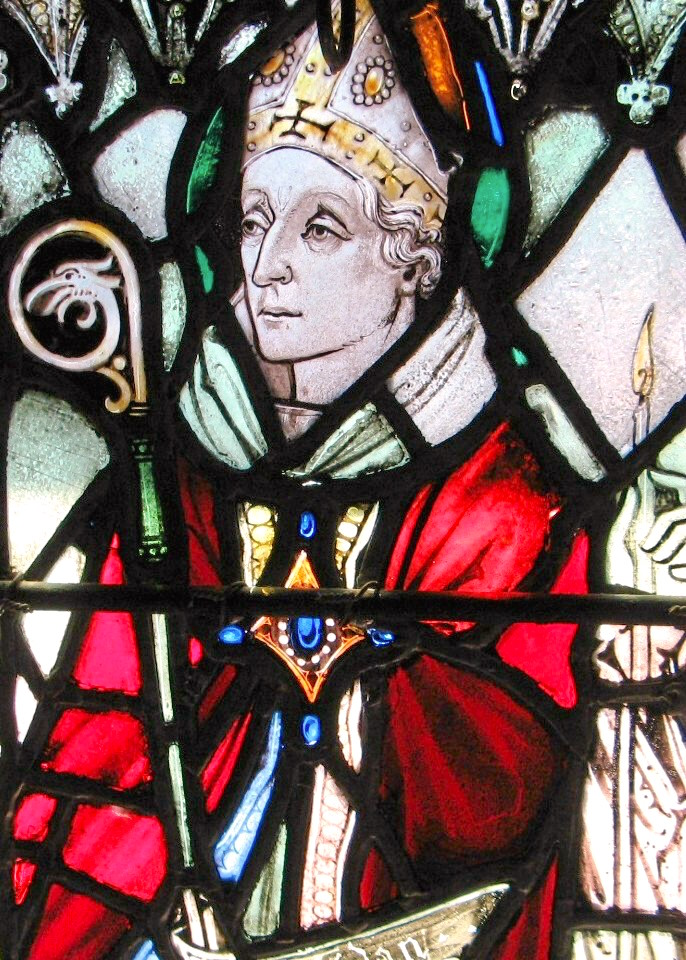
Aidan von Lindisfarne († 651)

- Aidans, Edouard (1930–2018), belgischer Comiczeichner
- Aidara, Chérif Baba (* 1967), mauretanischer Leichtathlet
- Aidara, Kassim (* 1987), französisch-senegalesischer Fußballspieler
- Aidara, Mohamed (* 1989), französisch-senegalesischer Fußballspieler
- Aidarbajew, Alik (* 1963), kasachischer Manager und Politiker
- Aidarbekow, Tschynggys (* 1977), kirgisischer Politiker und Diplomat
- Aidarbekowa, Tschinara Askarbekowna (* 1970), kirgisische Juristin
- Aidarowa, Galina Nikolajewna (* 1947), tatarische Architektin und Architekturhistorikerin
- Aide, Charles Hamilton (1826–1906), englischer Schriftsteller
- Aidelsburger, Monika (* 1987), deutsche Physikerin
- Aidelsburger, Nikolaus (1936–2012), deutscher Kommunalpolitiker (CSU)
- Aidenojie, Darren (* 2004), deutscher Basketballspieler
- Aidesia, spätantike griechische Philosophin
- Aidesios, spätantiker Rhetoriker
- Aidesios, spätantiker Philosoph (Neuplatoniker)
- Aidid, Mohammed Farah (1934–1996), politischer und militärischer Führer des Habar-Gidir-Clans in Somalia, Kriegsherr im somalischen BürgerkriegMohammed Farah Aidid (1934–1996)

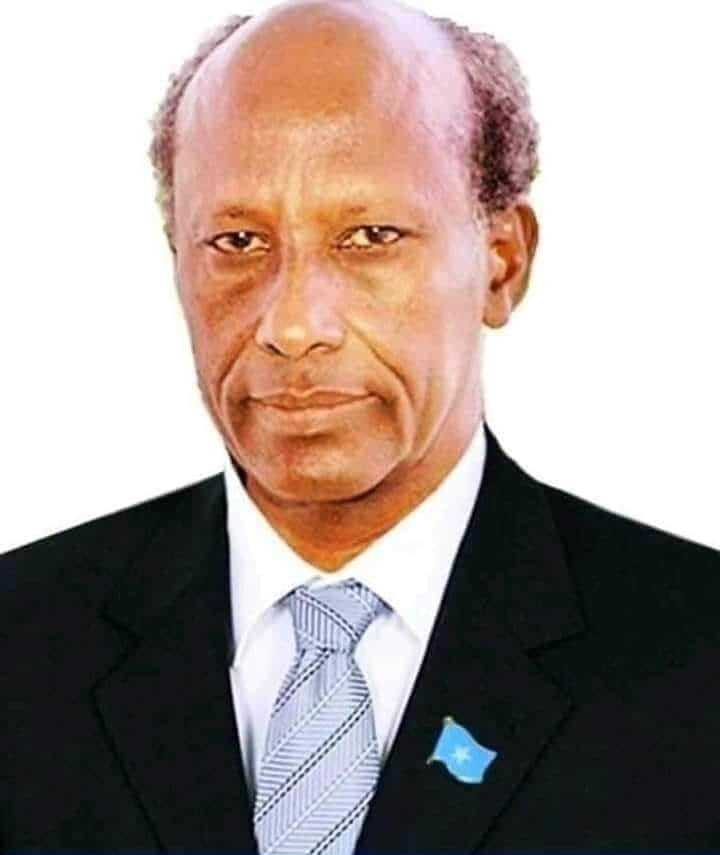
Mohammed Farah Aidid (1934–1996)

- Aidinbekow, Muchtadir (1884–1918), Teilnehmer am Kampf um die Sowjetmacht in Dagestan und Aserbaidschan
- Aidit, Dipa Nusantara (1923–1965), indonesischer Politiker
- Aidman, Charles (1925–1993), US-amerikanischer Schauspieler
- Aído, Bibiana (* 1977), spanische Politikerin (PSOE), Ministerin
- Aido, Jochen (* 1947), deutscher Fußballspieler
- Aido, Sergio (* 1988), spanischer Pokerspieler
- Aidonia (* 1981), jamaikanischer Dancehall-Musiker
- Aidonis, Antonis (* 2001), deutsch-griechischer Fußballspieler
- Aidoo, Abraham Osei, ghanaisch Politiker, Minister für parlamentarische Angelegenheiten
- Aidoo, Ama Ata (1942–2023), ghanaische Schriftstellerin und Politikerin
- Aidoo, Joseph (* 1995), ghanaischer Fußballspieler
- Aidoo, Joseph Boahen (* 1958), ghanaischer Politiker
- Aidoo, Lawrence (* 1982), ghanaischer Fußballspieler
- Aidoo, Paul Evans (* 1958), ghanaischer Politiker
- Aidt, Naja Marie (* 1963), dänische Schriftstellerin
- Aïdynian, Arsène (1825–1902), armenisch-katholischer Ordensgeistlicher, Generalabt der Mechitaristen von Wien

### Aie
- Aiello (* 1985), italienischer Popsänger
- Aiello, Arturo (* 1955), italienischer Geistlicher und römisch-katholischer Bischof von Avellino
- Aiello, Danny (1933–2019), US-amerikanischer Schauspieler und SängerDanny Aiello (1933–2019)

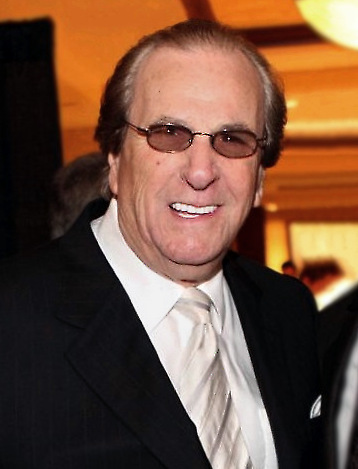
Danny Aiello (1933–2019)

- Aiello, Giuseppe (1890–1930), italo-amerikanischer Mafioso
- Aïello, Laurent (* 1969), französischer Auto-Rennfahrer
- Aiello, Leslie (* 1946), US-amerikanische Paläoanthropologin
- Aiello, Lloyd M. (1932–2019), US-amerikanischer Augenarzt
- Aiello, Piera (* 1967), italienische Zeugin gegen die Mafia und Parlamentsabgeordnete
- Aiello, Rosaria (* 1989), italienische Wasserballspielerin
- Aiesh, Hosam (* 1995), syrisch-schwedischer Fußballspieler
- Aieta, Anselmo (1896–1964), argentinischer Bandoneonist und Komponist

### Aig
- Aigboboh, Sean (* 2005), irischer Sprinter
- Aigbogun, Eseosa (* 1993), Schweizer Fussballspielerin
- Aigelsreiter, Thomas (* 1972), österreichischer Illustrator, Trickfilmer, Karikaturist und Comiczeichner
- Aigen, Ambrosius († 1578), Schweizer Bürgermeister
- Aigen, Carl (1685–1762), österreichischer Maler
- Aigens, Christian (1870–1940), dänischer Maler
- Aigi, Alexei Gennadjewitsch (* 1971), russischer Musiker, Komponist und Geiger
- Aigi, Gennadi Nikolajewitsch (1934–2006), russischer Lyriker
- Aiginetes, griechischer Maler
- Aiginger, Hannes (* 1937), österreichischer Wissenschaftler
- Aiginger, Karl (* 1948), österreichischer Wirtschaftswissenschaften
- Aigle, Caroline (1974–2007), französische Kampfpilotin
- Aigler, Thaddäus (1755–1822), deutscher Geistlicher, Abt des Klosters Roggenburg
- Aigmüller, Andreas (* 1952), deutsch-österreichischer Musiker und Komponist
- Aignan, Étienne (1773–1824), französischer Schriftsteller, Übersetzer und Mitglied der Académie française
- Aigner, Adolf (1938–2022), österreichischer Politiker (SPÖ) und ORF-Mitarbeiter
- Aigner, Alexander (1909–1988), österreichischer Mathematiker
- Aigner, Andreas (* 1984), österreichischer Rallyefahrer
- Aigner, Anton (* 1970), österreichischer Fußballspieler und Trainer
- Aigner, Barbara (* 2005), österreichische Parasportlerin
- Aigner, Carl (* 1954), österreichischer Kunsthistoriker und Museumsdirektor
- Aigner, Christian (* 1985), österreichischer Handballspieler
- Aigner, Christoph Wilhelm (* 1954), österreichischer Schriftsteller, Lyriker und Übersetzer
- Aigner, Chrystian Piotr (1756–1841), polnischer Architekt und Architekturtheoretiker
- Aigner, Clemens (* 1993), österreichischer Skispringer
- Aigner, Dietrich (1930–1994), deutscher Historiker und Bibliothekar
- Aigner, Edmund (1900–1968), österreichischer Gewerkschafter und Politiker (SPÖ), Landtagsabgeordneter, Abgeordneter zum Nationalrat
- Aigner, Eduard (1903–1978), deutscher Maler
- Aigner, Engelbert (1798–1866), österreichischer Komponist
- Aigner, Ernst (* 1966), österreichischer Fußballspieler
- Aigner, Etienne (1904–2000), ungarischer Modeschöpfer
- Aigner, Florian (* 1979), österreichischer Wissenschaftspublizist und RedakteurFlorian Aigner (* 1979)

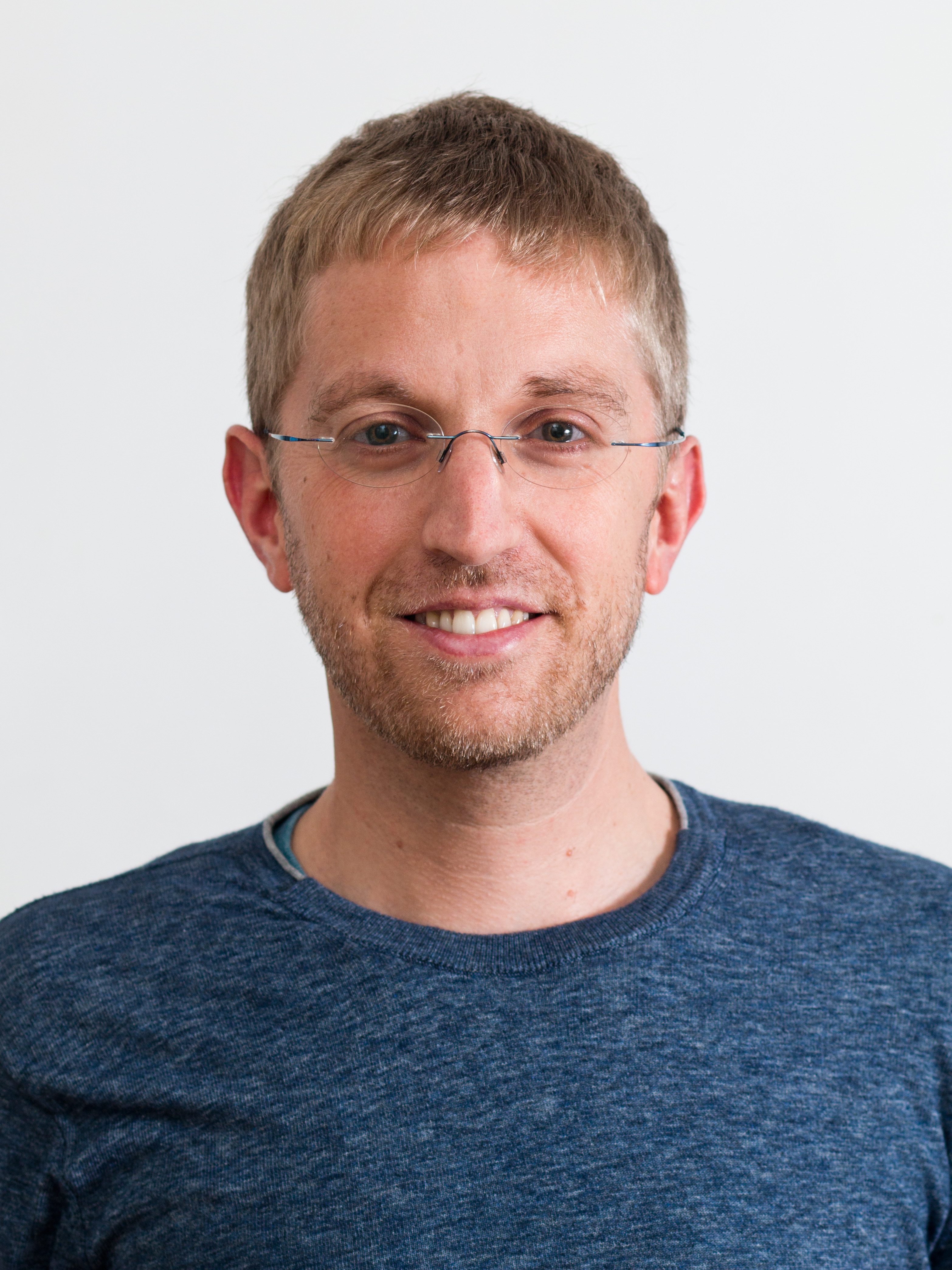
Florian Aigner (* 1979)

- Aigner, Florian (* 2001), österreichischer Fußballspieler
- Aigner, Franz (1882–1945), österreichischer Physiker
- Aigner, Franz (1892–1970), österreichischer Gewichtheber
- Aigner, Franz (* 1967), österreichischer Fußballspieler und -trainer
- Aigner, Franziska (* 1960), deutsche Casting-Direktorin
- Aigner, Fritz (1930–2005), österreichischer Maler
- Aigner, Georg (1934–2021), deutscher Ingenieur und Politiker (SPD), MdL
- Aigner, Gerhard (1943–2024), deutscher Fußballfunktionär
- Aigner, Hannes (* 1981), österreichischer Fußballspieler
- Aigner, Hannes (* 1989), deutscher Kanute
- Aigner, Hans (1912–2006), österreichischer Architekt und Hochschullehrer
- Aigner, Hans Dieter (* 1958), österreichischer Autor
- Aigner, Heinrich (1924–1988), deutscher Politiker (CSU), MdB, MdEP
- Aigner, Heribert (1943–2015), österreichischer Althistoriker
- Aigner, Honorius (1651–1704), österreichischer Benediktiner und Abt des Klosters Kremsmünster
- Aigner, Ilse (* 1964), deutsche Politikerin (CSU), MdL, MdBIlse Aigner (* 1964)

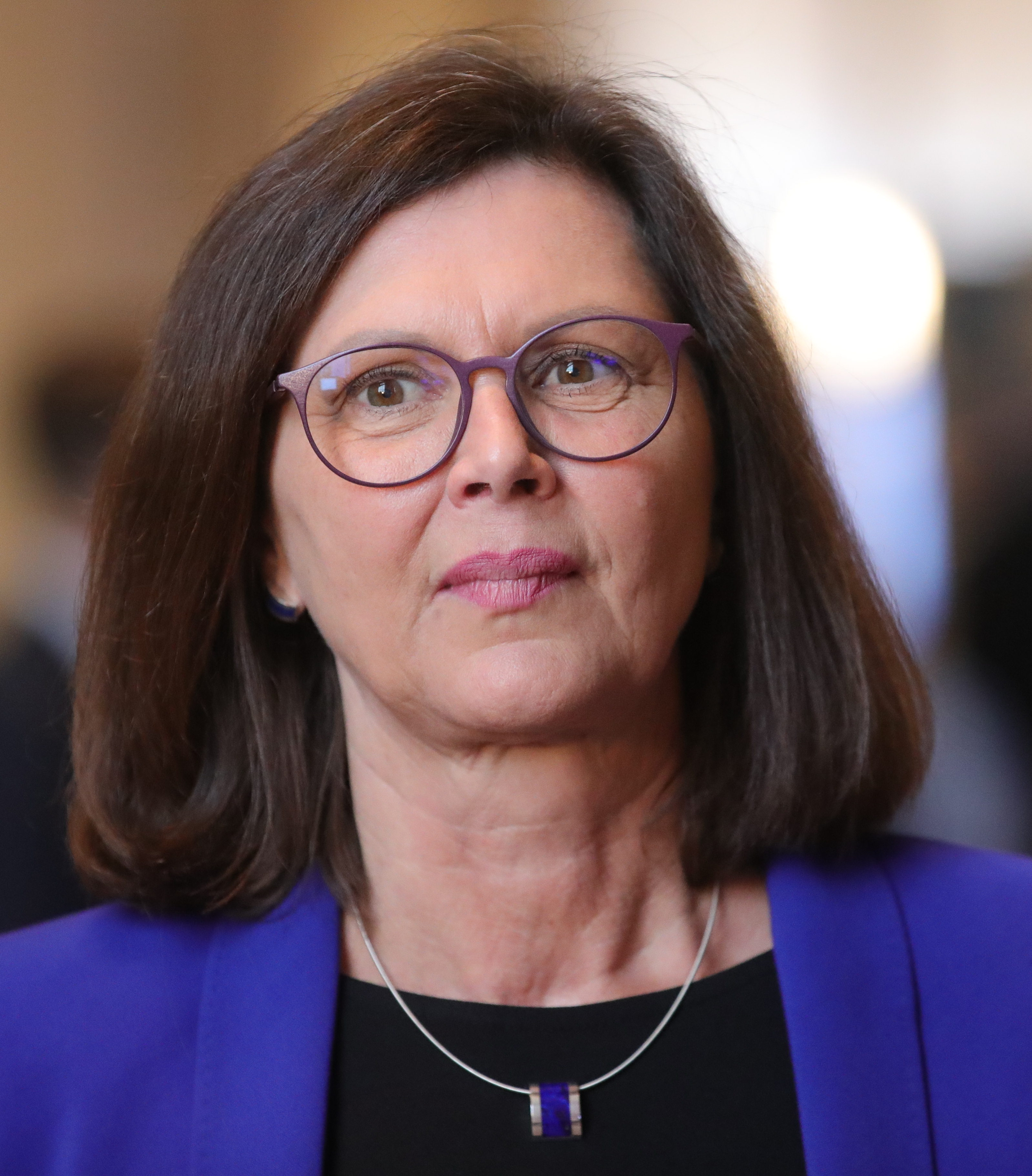
Ilse Aigner (* 1964)

- Aigner, Ina (* 1977), österreichische Politikerin (FPÖ)
- Aigner, Inge (* 1943), österreichische Sprinterin und Hürdenläuferin
- Aigner, Joachim (* 1976), österreichischer Politiker (MFG)
- Aigner, Johann Anton (1702–1775), katholischer Priester in Passau und Peuerbach
- Aigner, Johann Dominicus (1761–1848), Bürgermeister in Lienz
- Aigner, Johannes (* 2005), österreichischer Behindertensportler
- Aigner, Josef (1846–1907), deutscher Kaufmann und Mitglied des Deutschen Reichstags
- Aigner, Josef (1884–1947), österreichischer Politiker (CS), Abgeordneter zum Nationalrat
- Aigner, Josef (* 1959), deutscher Speedway- und Langbahn-Rennfahrer
- Aigner, Josef Christian (* 1953), österreichischer Psychologe, Pädagoge und Psychoanalytiker
- Aigner, Joseph (1809–1887), Tiroler Orgelbauer
- Aigner, Joseph Matthäus (1818–1886), österreichischer Porträtmaler
- Aigner, Karl Reinhard (* 1947), deutscher Gefäßchirurg und Onkologe
- Aigner, Korbinian (1885–1966), katholischer Pfarrer und Pomologe
- Aigner, Maria Elisabeth (* 1967), österreichische römisch-katholische Theologin, Pastoralpsychologin und Hochschullehrerin
- Aigner, Markus (* 1972), deutscher Fußballspieler
- Aigner, Martin (1942–2023), österreichischer MathematikerMartin Aigner (1942–2023)

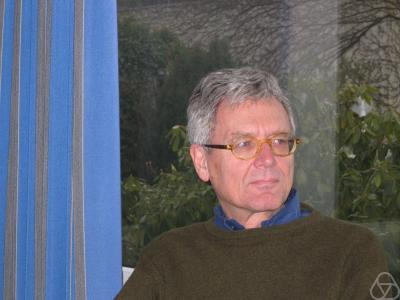
Martin Aigner (1942–2023)

- Aigner, Matthias (* 1993), österreichischer Fußballspieler
- Aigner, Max (1864–1924), deutscher Verwaltungsjurist und Bezirksoberamtmann
- Aigner, Melitta (* 1961), österreichische Leichtathletin
- Aigner, Michael († 1516), österreichischer Zisterzienser und Abt des Stiftes Heiligenkreuz
- Aigner, Michael (1805–1861), österreichischer Kupferstecher
- Aigner, Nina (* 1980), österreichische Fußball- und Tennisspielerin
- Aigner, Oscar (1875–1943), deutscher Sänger (Tenorbuffo) für Oper und Operette sowie ein Schauspieler bei Bühne und Film
- Aigner, Paul (1905–1984), österreichischer Werbegrafiker, Portraitzeichner und Aktkunstmaler
- Aigner, Paul Florian (* 1972), österreichischer Bildhauer
- Aigner, Petra (* 1974), österreichische Soziologin
- Aigner, Rainer (* 1967), deutscher Fußballspieler
- Aigner, Sebastian (* 2001), österreichischer Fußballspieler
- Aigner, Stefan (* 1987), deutscher FußballspielerStefan Aigner (* 1987)

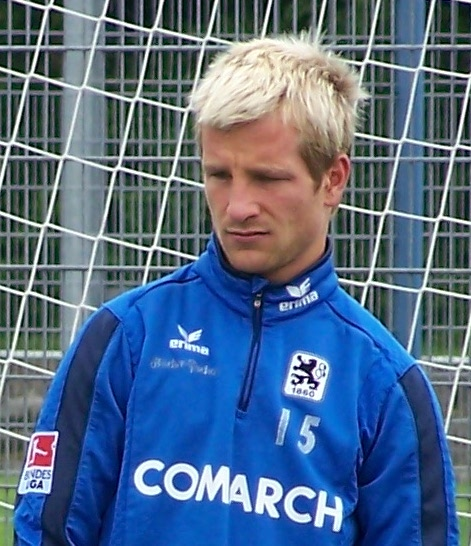
Stefan Aigner (* 1987)

- Aigner, Thomas (* 1957), deutscher Geologe
- Aigner, Thomas (* 1958), österreichischer Musikwissenschafter und Bibliothekar
- Aigner, Thomas (* 1964), österreichischer Radio- und Fernsehmoderator sowie Journalist
- Aigner, Thomas (* 1973), österreichischer Historiker
- Aigner, Tina Maria (* 1980), deutsche Schauspielerin und Kabarettistin
- Aigner, Uli (* 1965), österreichische Fotografin und Videokünstlerin
- Aigner, Veronika (* 2003), österreichische Behindertensportlerin
- Aigner, Wolfgang (1745–1801), bayerischer Benediktiner und Gelehrter
- Aigner, Wolfgang (* 1951), deutscher Journalist
- Aigner, Wolfgang (* 1968), österreichischer Politiker (FPÖ), Landtagsabgeordneter
- Aigner, Zorica Nikolic (* 1980), österreichische Malerin
- Aigner-Foresti, Luciana (* 1936), italienische Archäologin und Etruskologin
- Aigner-Rollett, Oktavia (1877–1959), österreichische Ärztin
- Aigner-Swesey, Delainey (* 1992), US-amerikanische Volleyballspielerin
- Aigouy, Jöna (* 1999), französische Speerwerferin
- Aigrain, Pierre (1924–2002), französischer Physiker und Staatssekretär für Forschung unter Valéry Giscard d’Estaing
- Aigrefeuille, Aymar d’ (1325–1382), Marschall des Päpstlichen Hofes
- Aigrefeuille, Guillaume le Jeune d’ (1339–1401), französischer Benediktiner, Kardinalbischof von Sabina
- Aigrefeuille, Jean Dagobert d’ (1753–1816), französischer Beamter
- Aigrefeuille, Pierre d’ († 1371), Bischof von Tulle, Vabres, Clermont, Uzès, Mende und Avignon
- Aigremont, Jeanne d’ († 1404), französische Benediktinerin und Äbtissin von Remiremont
- Aigrinner, Christian (1919–1983), deutscher Kunstmaler, Graphiker und Buchillustrator
- Aigro, Artti (* 1999), estnischer Skispringer
- Aigroz, Mike (* 1978), Schweizer Triathlet
- Aigueblanche, Peter D’ († 1268), Bischof von Hereford
- Aiguesparses, Claude (* 1949), französischer Radrennfahrer
- Aiguillon, Emmanuel-Armand de Vignerot du Plessis de Richelieu, duc d’ (1720–1788), französischer Staatsmann, Herzog von Agenois und von AiguillonEmmanuel-Armand de Vignerot du Plessis de Richelieu, duc d’Aiguillon (1720–1788)
- Aigulf († 601), Bischof von Metz

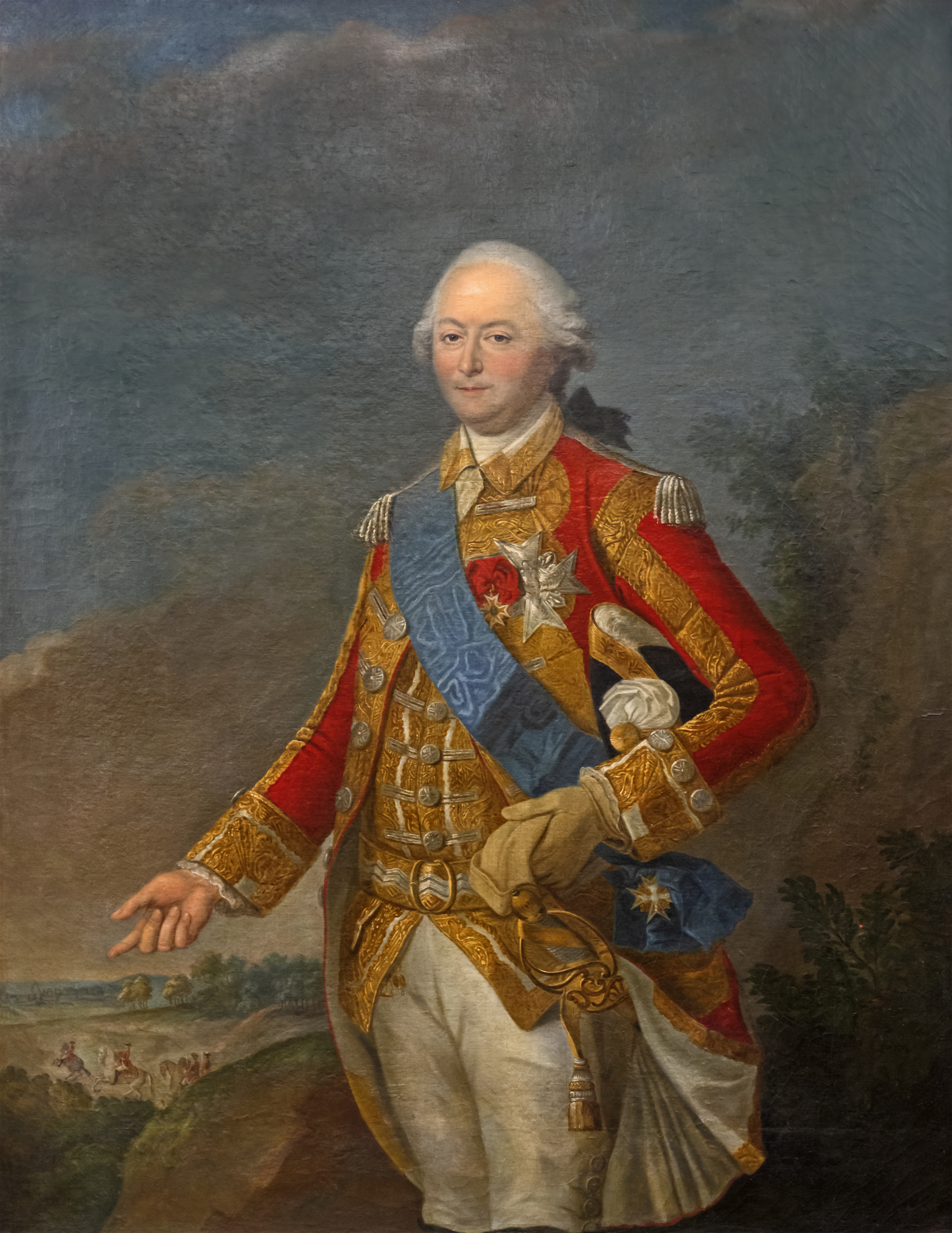
Emmanuel-Armand de Vignerot du Plessis de Richelieu, duc d’Aiguillon (1720–1788)

- Aigustė Anastasia von Litauen († 1345), Großfürstin von Moskau

### Aih
- Aihara, Kumiko (* 1947), japanische Politikerin, Mitglied im Oberhaus
- Aihara, Nobuyuki (1934–2013), japanischer Geräteturner
- Aihara, Shōhei (* 1996), japanischer Fußballspieler

### Aij
- Äijä, Monica (* 1963), schwedische Skirennläuferin
- Äijänen, Jami (* 1996), finnischer Squashspieler
- Äijänen, Miko (* 1997), finnischer Squashspieler

### Aik
- Aika, Yukihira (* 1991), japanische Schauspielerin
- Aikau, Eddie (1946–1978), hawaiischer Surfer und Rettungsschwimmer
- Aikawa, Mayuka (* 1998), japanische Tennisspielerin
- Aikawa, Shin’ya (* 1983), japanischer Fußballspieler
- Aikawa, Shō (* 1961), japanischer Schauspieler
- Aikawa, Sōichi (1942–2021), japanischer Kommunalpolitiker, Bürgermeister von Saitama
- Aikawa, Yoshisuke (1880–1967), japanischer Unternehmer und Politiker
- Aikawa, Yu, japanische Mangaka
- Aikele, Erwin (1903–2002), deutscher Informatiker
- Aiken, Clay (* 1978), US-amerikanischer SängerClay Aiken (* 1978)

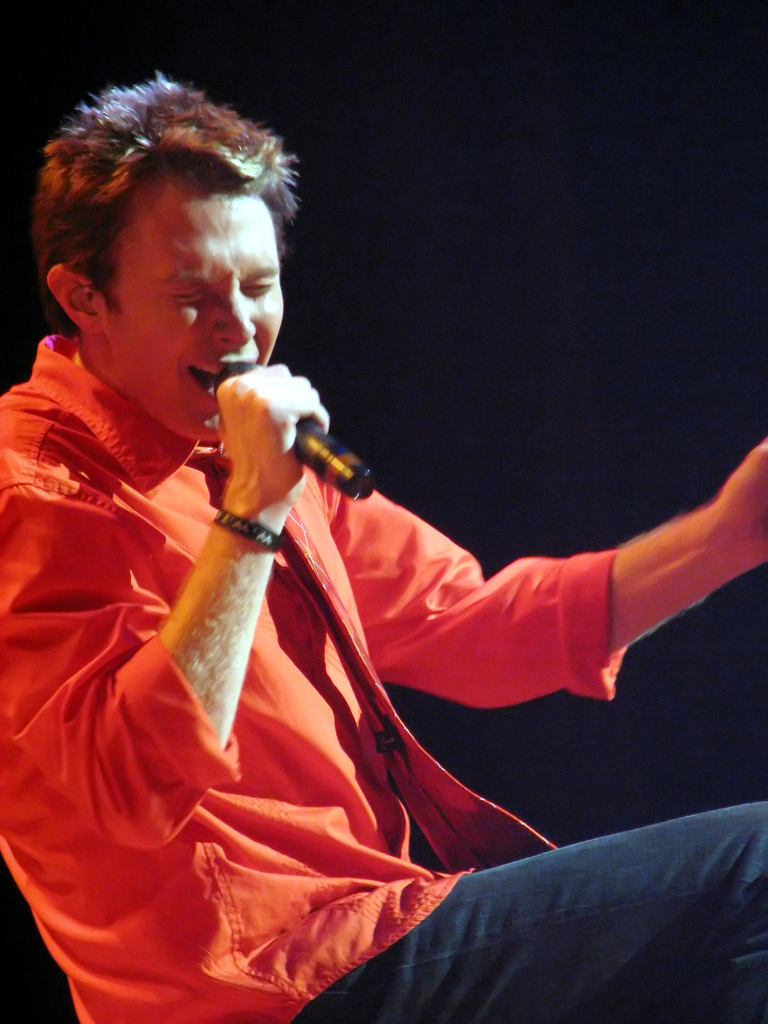
Clay Aiken (* 1978)

- Aiken, Conrad (1889–1973), US-amerikanischer Schriftsteller und Pulitzer-Preisträger
- Aiken, D. Wyatt (1828–1887), US-amerikanischer Politiker
- Aiken, Eric (* 1980), US-amerikanischer Boxer im Federgewicht
- Aiken, Frank (1898–1983), irischer Politiker
- Aiken, Frederick (1832–1878), US-amerikanischer Jurist, Offizier und Journalist
- Aiken, Gayleen (1934–2005), US-amerikanische Outsider-Art-Künstlerin, Malerin
- Aiken, George (1892–1984), US-amerikanischer Politiker
- Aiken, Glynis (* 1967), US-amerikanische Fantasy-Autorin
- Aiken, Gus (1902–1973), US-amerikanischer Jazz-Trompeter und Kornettist des Blues und des New Orleans Jazz
- Aiken, Howard Hathaway (1900–1973), US-amerikanischer Informatiker
- Aiken, Joan (1924–2004), britische Schriftstellerin
- Aiken, John (1879–1964), US-amerikanischer Offizier der US Army
- Aiken, John (1921–2005), britischer Offizier der Luftstreitkräfte des Vereinigten Königreichs
- Aiken, Liam (* 1990), US-amerikanischer SchauspielerLiam Aiken (* 1990)

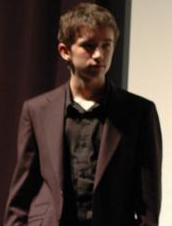
Liam Aiken (* 1990)

- Aiken, Linda (* 1943), amerikanische Pflegewissenschaftlerin
- Aiken, Michael (* 1932), US-amerikanischer Soziologe
- Aiken, Roger (* 1981), irischer Radrennfahrer
- Aiken, Sam (* 1980), US-amerikanischer Footballspieler
- Aiken, Steve (* 1962), nordirischer Politiker
- Aiken, William (1806–1887), US-amerikanischer Politiker
- Aiken, Wyatt (1863–1923), US-amerikanischer Politiker
- Aikenhead, Mary (1787–1858), irische Nonne und Ordensgründerin
- Aikenhead, Thomas († 1697), schottischer wegen Blasphemie hingerichteter Student
- Aikens, Vanoye (1922–2013), US-amerikanischer Tänzer und Schauspieler
- Aikhenvald, Alexandra Y. (* 1957), russisch-australische Sprachwissenschaftlerin, spezialisiert auf Sprachtypologie
- Äikiä, Armas (1904–1965), finnischer Autor und Journalist
- Aikin, Arthur (1773–1854), englischer Chemiker, Mineraloge und Autor
- Aikin, Laura (* 1964), US-amerikanische Opernsängerin (Sopran)
- Aikin, Lucy (1781–1864), britische Schriftstellerin, Biografin und Korrespondentin
- Aikines-Aryeetey, Harry (* 1988), britischer Leichtathlet
- Aikins, James Albert Manning (1851–1929), kanadischer Rechtsanwalt, Vizegouverneur von Manitoba
- Aikins, James Cox (1823–1904), kanadischer Politiker, Vizegouverneur von Manitoba
- Aikins, Jonathan Kwesi (* 1989), deutscher SchauspielerJonathan Kwesi Aikins (* 1989)

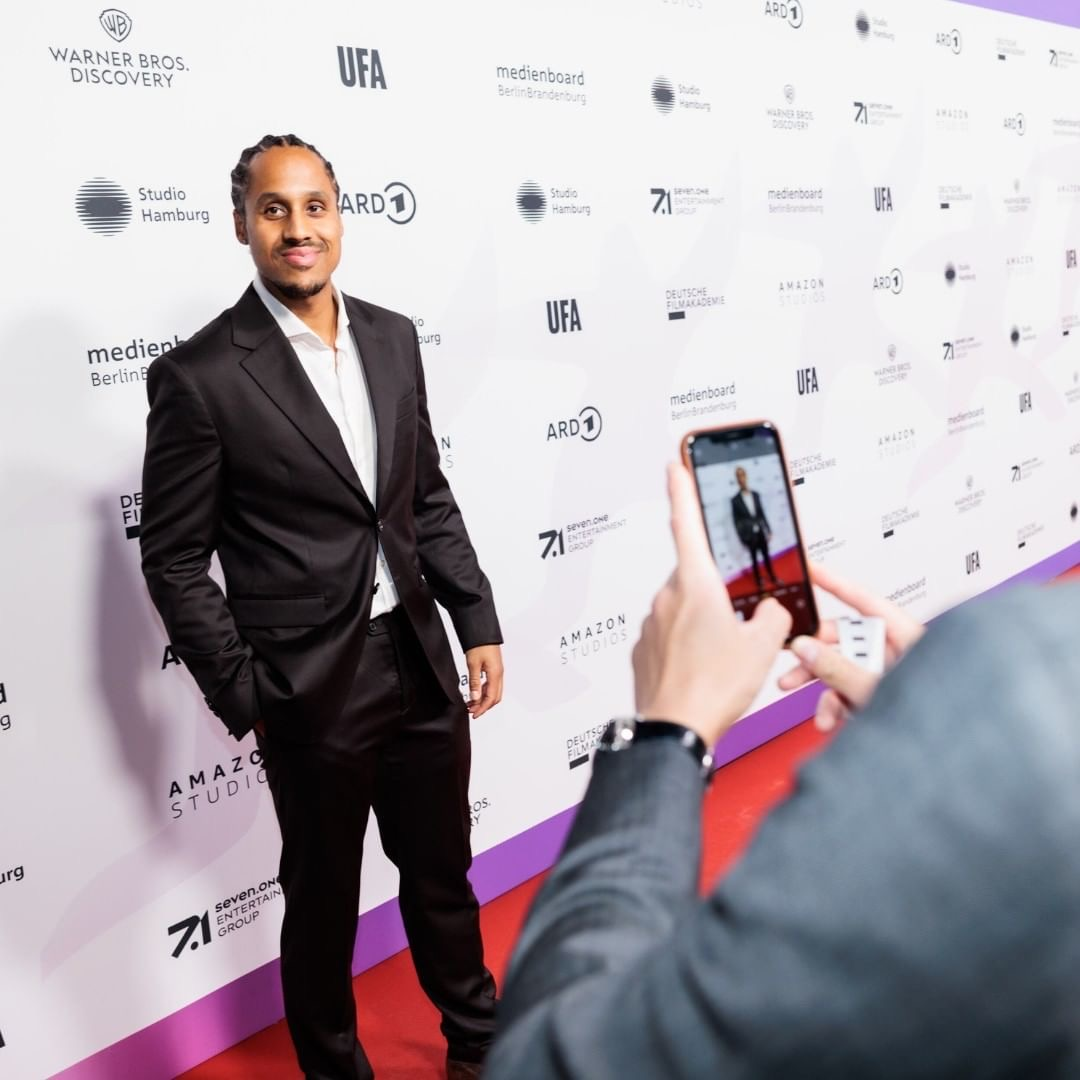
Jonathan Kwesi Aikins (* 1989)

- Aikins, Justin (* 1982), kanadischer Eishockeyspieler
- Aikins, Luke (* 1973), US-amerikanischer Extremsportler, Stuntman und Fotograf
- Aikio, Inger-Mari (* 1961), finnisch-samische Autorin
- Aikio, Matti (1872–1929), norwegisch-samischer Schriftsteller, erster samischer Schriftsteller Norwegens
- Aikman, Christopher (* 1943), kanadischer Astronom
- Aikman, Michael (1933–2005), australischer Ruderer
- Aikman, Troy (* 1966), US-amerikanischer American-Football-Spieler
- Aiko (* 1999), tschechische Sängerin
- Aiko (* 2001), japanische PrinzessinAiko (* 2001)

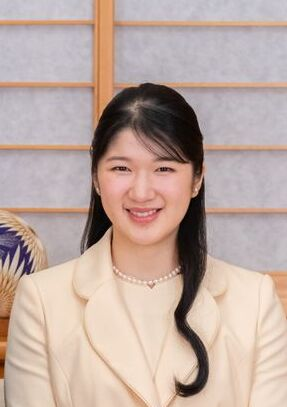
Aiko (* 2001)

- Aïkpé, Michel (1942–1975), beninischer Politiker (Republik Dahomey)

### Ail
- Aila, Ali Hamid el, libyscher Radrennfahrer
- Ailabouni, Alisar (* 1989), syrisch-österreichisches Fotomodell
- Ailbe († 528), frühchristlicher Heiliger Irlands
- Ailbertus von Antoing († 1122), Vertreter der Spiritualen, Franziskaner
- Ailbout, Hans (1879–1957), deutscher Musiker, Musikdirektor und Komponist
- Ailee (* 1989), südkoreanisch-US-amerikanische Sängerin
- Ailes, Roger (1940–2017), US-amerikanischer Fernsehproduzent
- Ailes, Stephen (1912–2001), US-amerikanischer Politiker
- Ailey, Alvin (1931–1989), US-amerikanischer Tänzer und Choreograf
- Ailianos, antiker Philosoph
- Ailios Herodianos, griechischer Grammatiker
- Ailios Theon, alexandrinischer Rhetor
- Aillagon, Jean-Jacques (* 1946), französischer Politiker und Minister
- Aillaud, Émile (1902–1988), französischer Architekt
- Aillaud, Gilles (1928–2005), französischer Maler, Grafiker, Bühnenbildner und Autor
- Ailleret, Pierre (1900–1996), französischer Elektroingenieur
- Aillet, Marc (* 1957), französischer Geistlicher, Bischof von Bayonne
- Aillières, Michel d’ (1923–2010), französischer Politiker, Mitglied der Nationalversammlung
- Aillon, Jean d’ (* 1948), französischer Schriftsteller
- Ailloud, Noëlle (1932–2021), französische Badmintonspielerin
- Ailloud, Paul (1930–1975), französischer Badmintonspieler
- Ailly, Arnold Jan d’ (1902–1967), niederländischer Politiker (PvdA), Bürgermeister von Amsterdam
- Ailly, Charles d’Albert d’ (1625–1698), französischer Adliger, Militär und Diplomat
- Aílton (* 1973), brasilianischer FußballspielerAílton (* 1973)

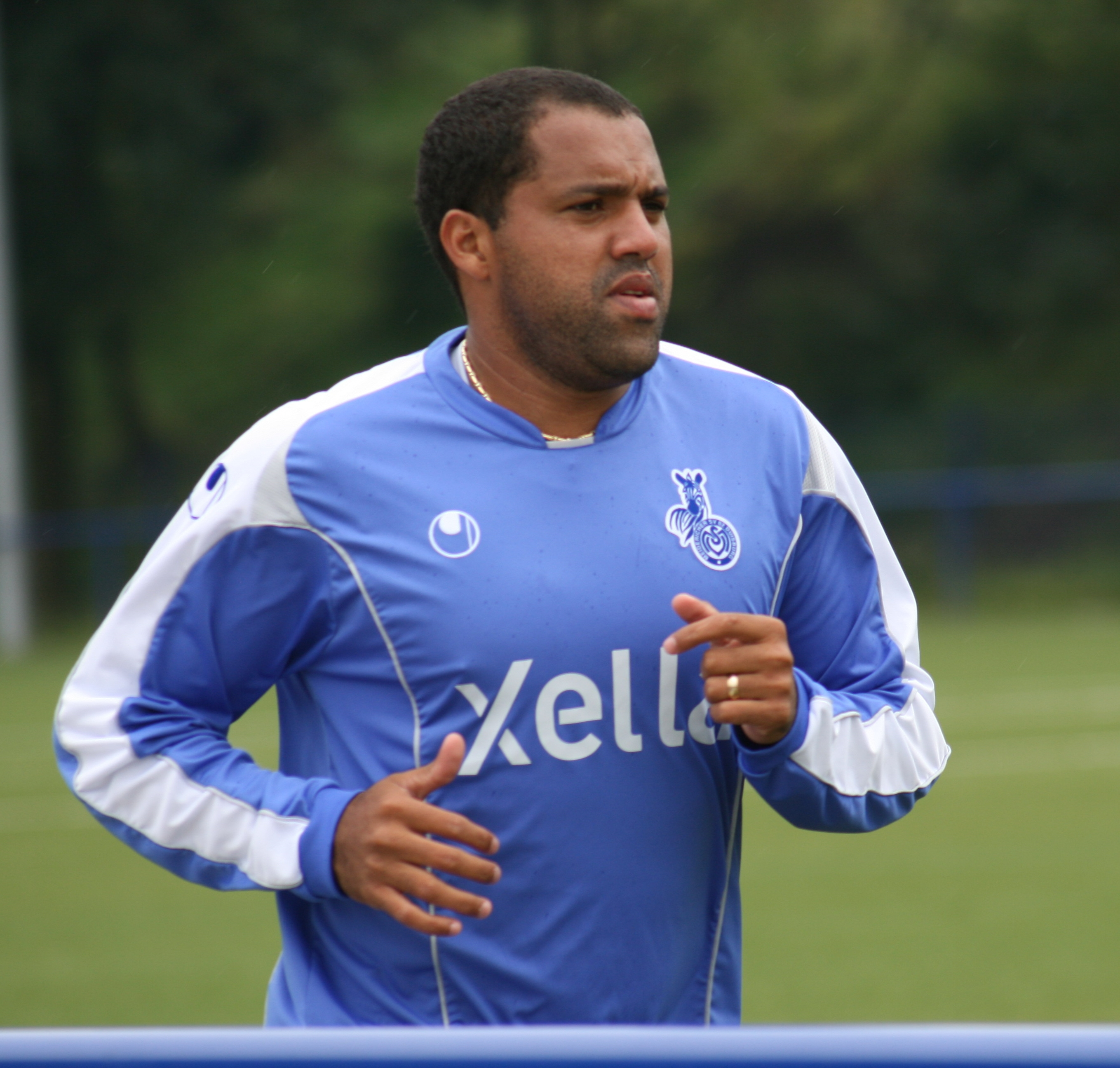
Aílton (* 1973)

- Aílton (* 1977), brasilianisch-mexikanischer Fußballspieler
- Aílton (* 1980), brasilianischer Fußballspieler
- Aílton (Fußballspieler, August 1984) (* 1984), brasilianischer Fußballspieler
- Aílton (Fußballspieler, Oktober 1984) (* 1984), brasilianischer Fußballspieler
- Ailton (* 1995), brasilianischer Fußballspieler
- Ailyn (* 1982), spanische Sängerin

### Aim
- Aïm, Pierre (* 1959), französischer Kameramann
- Aimable (1922–1997), französischer Akkordeonspieler
- Aimaghambetow, Aschat (* 1982), kasachischer Politiker
- Aimanow, Schäken (1914–1970), kasachisch-sowjetischer Schauspieler und Regisseur
- Aimaq, Dilawar (* 1963), afghanischer General, Politiker und Stammesführer
- Aimar, Alessandro (* 1967), italienischer Leichtathlet
- Aimar, Ambrosio (1923–2007), argentinischer Radrennfahrer
- Aimar, Louis (1911–2005), französischer Radrennfahrer, nationaler Meister im Radsport
- Aimar, Lucien (* 1941), französischer Radrennfahrer
- Aimar, Pablo (* 1979), argentinischer Fußballspieler
- Aimard, Gustave (1818–1883), französischer Autor von Abenteuerromanen
- Aimard, Pierre-Laurent (* 1957), französischer Pianist
- Aimée, Anouk (1932–2024), französische SchauspielerinAnouk Aimée (1932–2024)

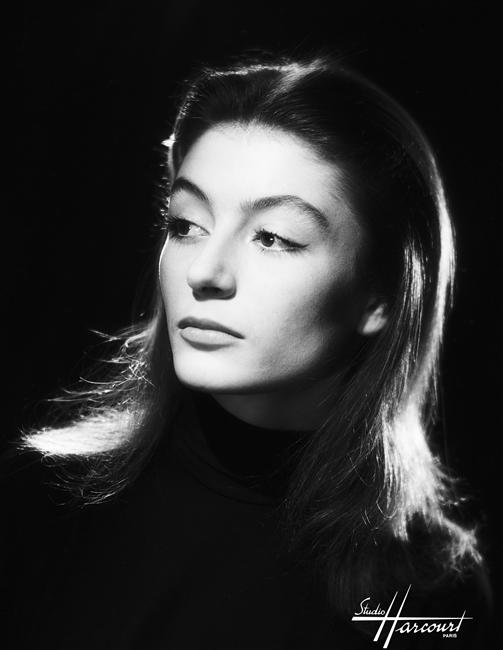
Anouk Aimée (1932–2024)

- Aimée, Cyrille (* 1984), französische Jazzsängerin
- Aimer, George (1898–1935), schottischer Fußballspieler
- Aimeric de Péguilhan, okzitanischer Troubadour
- Aimerich von Limoges, französischer Geistlicher, lateinischer Patriarch von Antiochien
- Aimericus Picaudus, französischer Kleriker, vermutlich Verfasser des Jakobsbuchs
- Aimery de Montréal († 1211), Herr von Laurac und Co-Herr von Montréal
- Aimery III., Vicomte von Thouars
- Aimery IV. († 1093), Vicomte de Thouars
- Aimla, Priit (* 1941), estnischer Schriftsteller und Humorist
- Aimo († 1173), Mystiker und Mönch im Kloster Savigny
- Aimo, Bartolomeo (1889–1970), italienischer Radrennfahrer
- Aimoin von Fleury, französischer Historiograph und Hagiograph
- Aimon, Léopold (1779–1866), französischer Komponist und Kapellmeister
- Aimone Braida, Pier Virginio (* 1948), Schweizer Kirchenrechtler
- Aimone, 4. Herzog von Aosta und Herzog von Spoleto (1900–1948), Herzog von Spoleto, Herzog von Aosta, designierter König von KroatienAimone, 4. Herzog von Aosta und Herzog von Spoleto (1900–1948)

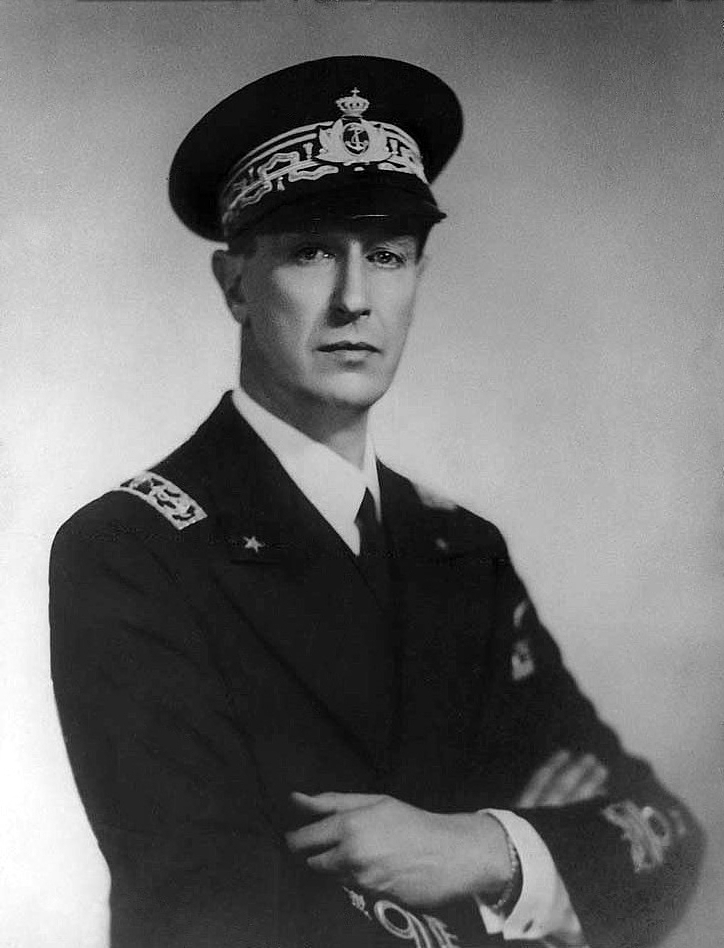
Aimone, 4. Herzog von Aosta und Herzog von Spoleto (1900–1948)

- Aimonetto, Richard (* 1973), französischer Eishockeyspieler
- Aimoni, Giacomo (* 1939), italienischer Skispringer

### Ain
- Ain, Gregory (1908–1988), US-amerikanischer Architekt
- Aina the End (* 1994), japanische J-Pop- und Rocksängerin
- Aina, Ola (* 1996), englisch-nigerianischer Fußballspieler
- Ainai, Geoffroi d’ († 1140), französischer Mönch und Architekt
- Ainali, Olivia, finnische Schauspielerin
- Ainana, Ljudmila Iwanowna (1934–2021), russisch-eskimoische Eskimologin
- Aïnandou, Cyprien († 2002), beninischer Richter
- Ainaoui, Djamel (* 1975), französischer Ringer
- Ainaud i Sánchez, Enric (1875–1958), valencianischer klassischer Violinist und Musikpädagoge
- Ainbcellach († 698), König von Dalriada
- Ainchil, Gustavo Eduardo (* 1959), argentinischer Diplomat
- Aind, Joseph (* 1945), indischer Ordensgeistlicher, römisch-katholischer Bischof von Dibrugarh
- Aind, Vincent (* 1955), indischer Geistlicher, römisch-katholischer Erzbischof von Ranchi
- Aindili, Irini (* 1983), griechische Sportgymnastin
- Ainé, Francisque (1796–1842), französischer Bühnenschauspieler
- Aineades, antiker griechischer Vasenmaler
- Ainedter, Manfred (* 1951), österreichischer Rechtsanwalt, Strafverteidiger und Autor
- Aineias Taktikos, griechischer Stratege und Militärschriftsteller
- Ainesidemos, griechischer Philosoph
- Ainetos, Olympionike der Olympischen Spiele der Antike
- Ainey, William David Blakeslee (1864–1932), US-amerikanischer Politiker
- Ainge, Danny (* 1959), US-amerikanischer Basketballspieler
- Ainge, Ron (1920–2008), walisischer Fußballspieler
- Ainger, Nick (* 1949), britischer Politiker, Mitglied des House of Commons
- Aingimea, Lionel, nauruischer Menschenrechtsaktivist und Politiker, Präsident der Republik Nauru
- Ainhoren, Nena (* 1950), brasilianische Theater-, Film- und Fernsehschauspielerin
- Aini, Leah (* 1962), israelische Schriftstellerin
- Aini, Muhsin Ahmad al- (1932–2021), jemenitischer Politiker und Diplomat
- Ainij, Sadriddin (1878–1954), tadschikischer Dichter, Schriftsteller, Journalist und Nationalist
- Ainitdinowa, Gösäl (* 1998), kasachische Tennisspielerin
- Ainley, Anthony (1932–2004), britischer SchauspielerAnthony Ainley (1932–2004)

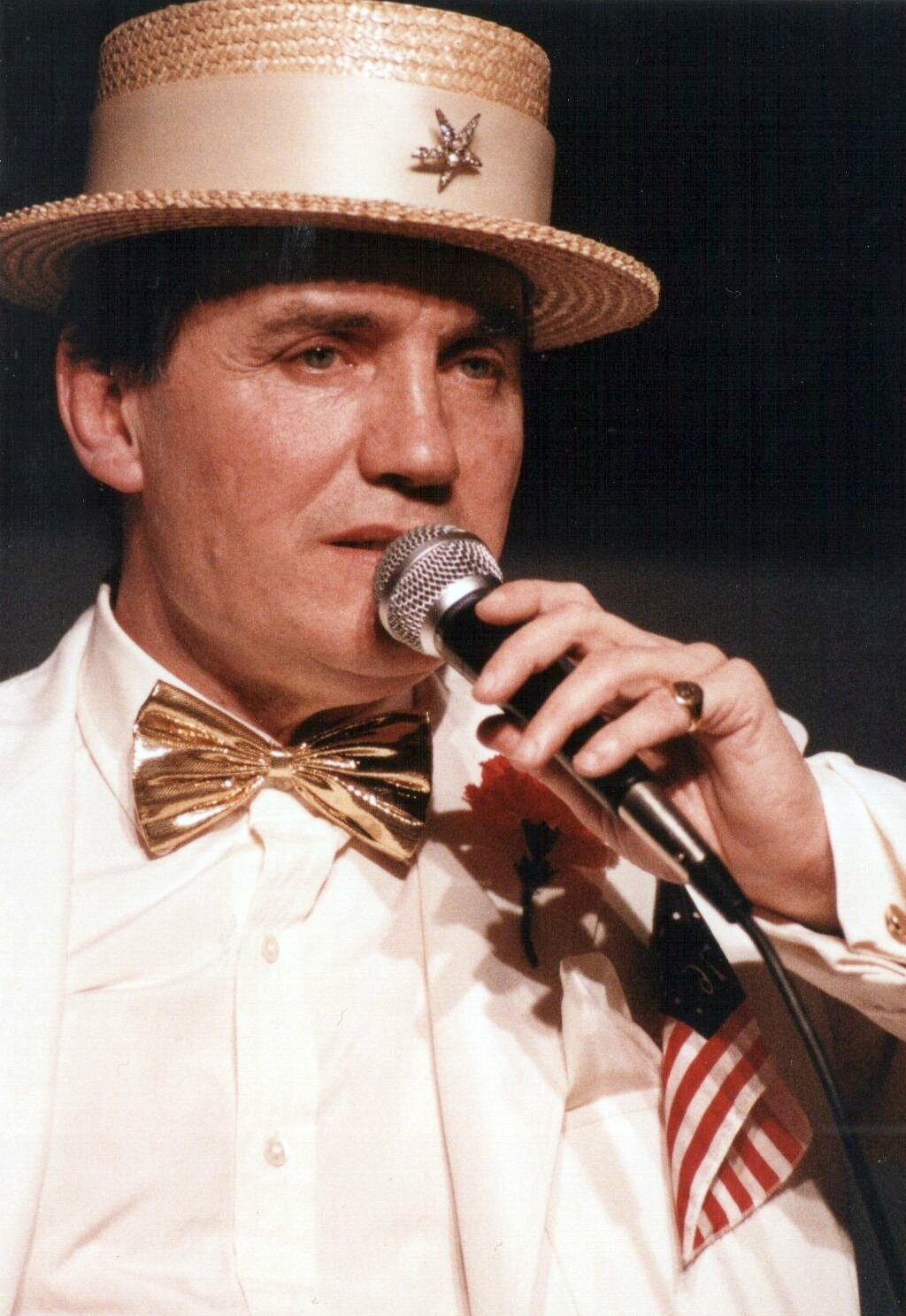
Anthony Ainley (1932–2004)

- Ainmiller, Max (1807–1870), deutscher Glasmaler
- Aïnouz, Karim (* 1966), brasilianisch-algerisch-französischer Filmregisseur, Drehbuchautor und bildender Künstler
- Aínsa, Fernando (1937–2019), spanisch-uruguayischer Schriftsteller
- Ainscough, Jane, britisch-deutsche Drehbuchautorin
- Ainsley, Jack (* 1990), englischer Fußballspieler
- Ainsley, John Mark (* 1963), englischer Opernsänger (lyrischer Tenor)
- Ainslie, Ben (* 1977), britischer SeglerBen Ainslie (* 1977)

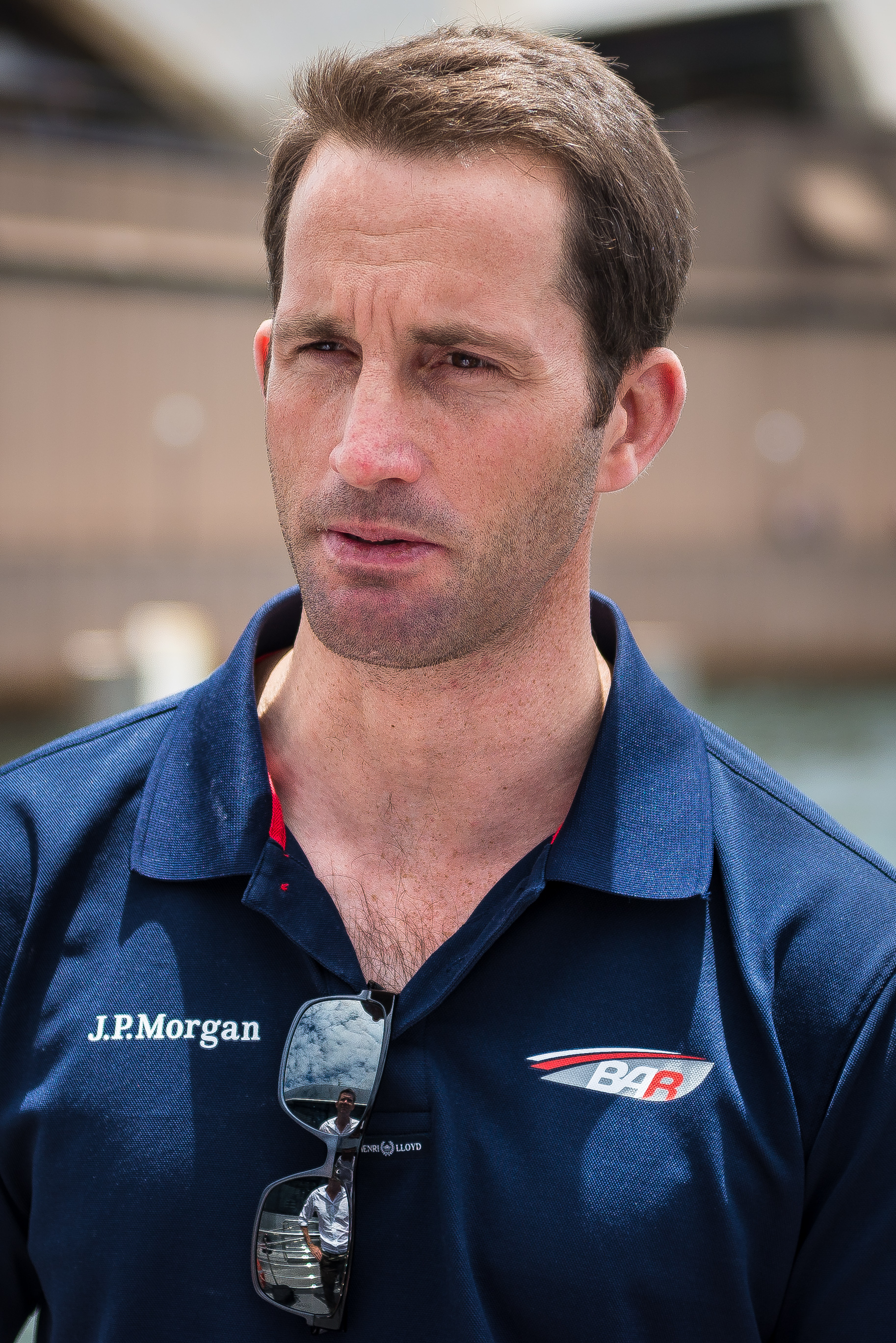
Ben Ainslie (* 1977)

- Ainslie, George (1838–1913), US-amerikanischer Politiker
- Ainslie, Scott (* 1968), britischer Schauspieler und Politiker (GPEW), MdEP
- Ainsworth, Alf (1913–1975), englischer Fußballspieler
- Ainsworth, Benjamin Evan (* 2008), britischer Schauspieler
- Ainsworth, Bob (* 1952), britischer Politiker, Mitglied des House of Commons und Minister
- Ainsworth, Charles F. (1853–1931), US-amerikanischer Jurist und Politiker
- Ainsworth, Dorothy Sears (1894–1976), US-amerikanische Sportpädagogin und Hochschullehrerin
- Ainsworth, Laura (1885–1958), englisch-britische Lehrerin und Suffragette
- Ainsworth, Lexi (* 1992), US-amerikanische Schauspielerin
- Ainsworth, Lucien Lester (1831–1902), US-amerikanischer Politiker
- Ainsworth, Mary (1913–1999), US-amerikanische Entwicklungspsychologin
- Ainsworth, Sarah (* 1985), britische Freestyle-Skisportlerin
- Ainsworth, Thomas (1795–1841), englisch-niederländischer Textilindustrieller
- Ainsworth, William Francis (1807–1896), britischer Orientalist
- Ainsworth, William Harrison (1805–1882), englischer Autor von Schauerromanen
- Ainsworth-Davis, John (1895–1976), britischer Sprinter und Mediziner
- Ainsztein, Reuben (1917–1981), polnisch-britischer Journalist und Publizist
- Aintila, Wilma (* 2004), finnische Radrennfahrerin
- Aints, Tauno (* 1975), estnischer Komponist
- Ainu’u, Mona, niueanische Politikerin und Ministerin

### Aio
- Aiona, James (* 1955), US-amerikanischer Politiker
- Aiono, Alex (* 1996), US-amerikanischer Sänger, Webvideoproduzent sowie SchauspielerAlex Aiono (* 1996)

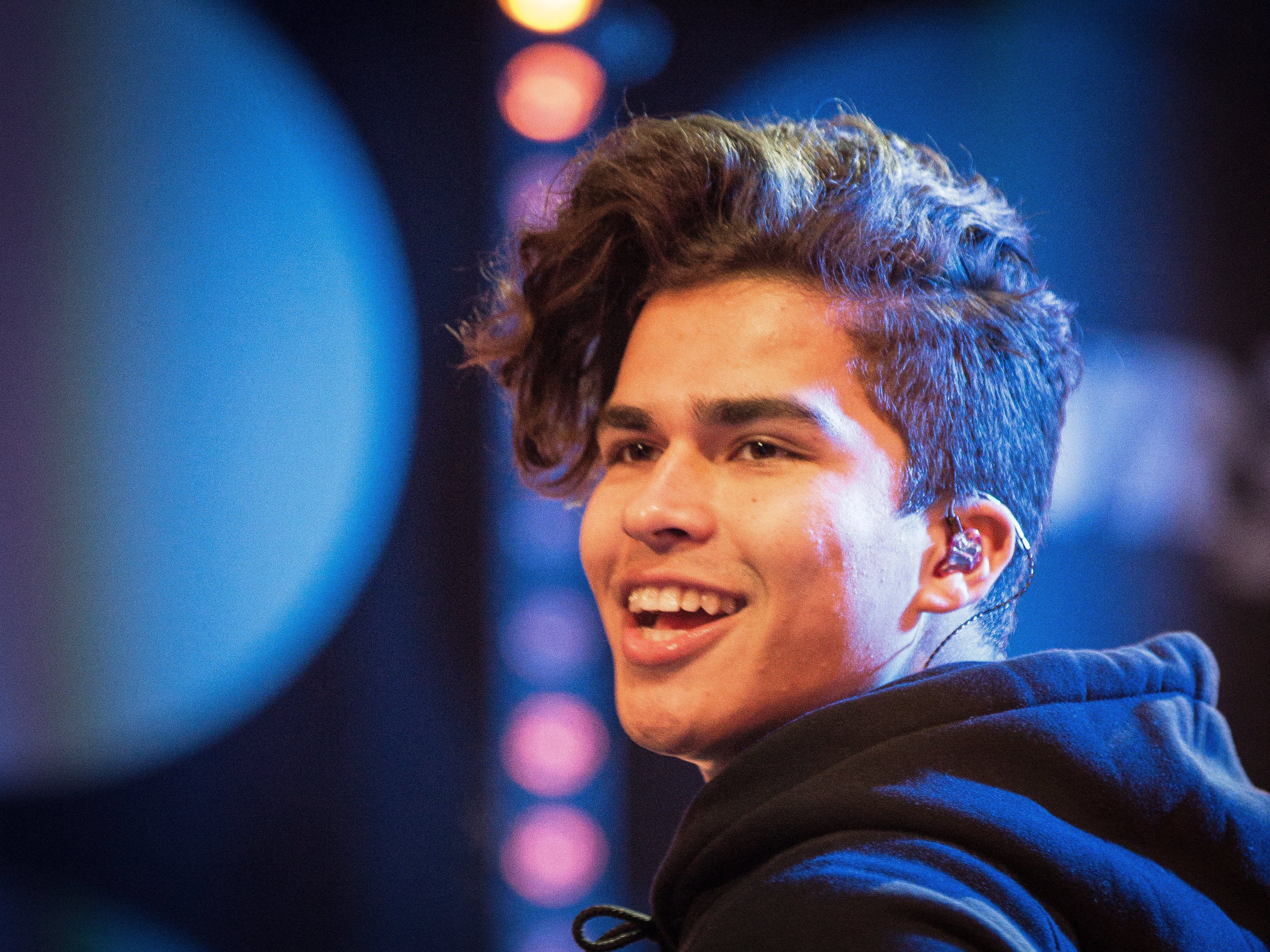
Alex Aiono (* 1996)

### Aip
- Aipin, Jeremei Danilowitsch (* 1948), sowjetischer und russischer Schriftsteller und Politiker

### Air
- Air, Donna (* 1979), britische Schauspielerin und Moderatorin
- Aira, César (* 1949), argentinischer Schriftsteller
- Airaksinen, Timo (* 1947), finnischer Philosoph und Hochschullehrer
- Airald († 1146), französischer Kartäuser und Bischof von Saint-Jean-de-Maurienne
- Airanow, Dimitar (1893–1950), bulgarischer Generalleutnant
- Airapetjan, Dawid Walerjewitsch (* 1983), russischer Boxer
- Airapetjan, Denis Eduardowitsch (* 1997), russischer Shorttracker
- Airaudo, Malou (* 1948), französische Tänzerin, Choreografin und Tanzpädagogin
- Aird, Fraser (* 1995), kanadischer Fußballspieler
- Aird, James (1750–1795), schottischer Musikverleger
- Aird, Jock (1926–2021), schottischer Fußballspieler
- Aird, William (* 1960), irischer Politiker (Fine Gael)
- Airen (* 1981), deutscher Schriftsteller und Journalist
- Aires dos Santos, Allyson (* 1990), brasilianischer Fußballspieler
- Aires, Lorena (* 1995), uruguayische Leichtathletin
- Aires, Matias (1705–1763), portugiesischer Philosoph und Schriftsteller
- Airey, Don (* 1948), englischer RockmusikerDon Airey (* 1948)

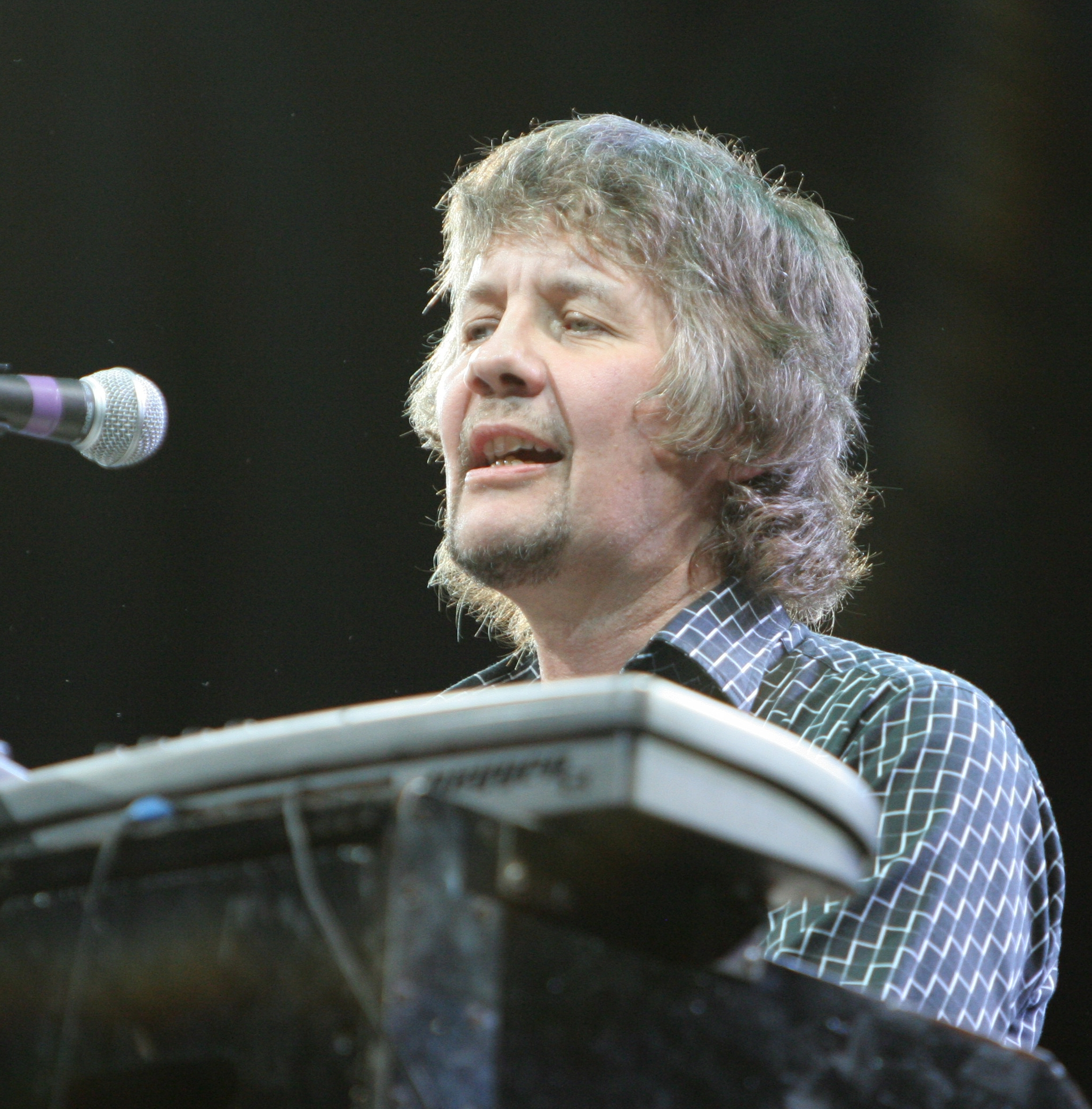
Don Airey (* 1948)

- Airey, Frank (1887–1948), englischer Fußballspieler
- Airey, Richard, 1. Baron Airey (1803–1881), britischer General
- Airey, Terence (1900–1983), britischer Generalleutnant
- Airfan Doloh (* 2001), thailändischer Fußballspieler
- Airfix, Andie (1946–2018), britischer Grafikdesigner
- AiRI, japanische J-Pop-Sängerin
- Airich, Julian (* 1995), deutscher Eishockeyspieler
- Airich, Konstantin (* 1978), deutscher Boxer
- Airikkala, Pentti (1945–2009), finnischer Rallyefahrer
- Airinei, Gheorghe (1928–1994), rumänischer Politiker (PCR)
- Airlie, Andrew (* 1961), kanadisch-schottischer Schauspieler
- Airmyn, Richard († 1340), englischer Geistlicher und Beamter
- Airmyn, William († 1336), englischer Geistlicher und Beamter
- Airo, Aksel Fredrik (1898–1985), finnischer Offizier und Staatsmann
- Airola, Anna (* 1994), finnische Schauspielerin
- Airola, Oona (* 1988), finnische Schauspielerin
- Airoldi, Carlo (1869–1929), italienischer Marathonläufer
- Airoldi, Daniela (* 1959), italienische Schauspielerin, Sängerin, Hörfunkmoderatorin und Kabarettistin
- Airoldi, Giovanni (1823–1894), Schweizer Jurist und Politiker
- Airoldi, Paul von (1793–1882), österreichischer Feldzeugmeister, Obersthofmeister Kaiser Ferdinand I.
- Airosa, Marco (* 1984), angolanischer Fußballspieler
- Airth, Rennie (* 1935), südafrikanischer Krimi-Schriftsteller
- Airy, Anna (1882–1964), britische Ölmalerin, Pastellkünstlerin und Radiererin
- Airy, George Biddell (1801–1892), englischer Astronom

### Ais
- Aisah, Windy Cantika (* 2002), indonesische Gewichtheberin
- Aisara Chomphuthat (* 2006), thailändischer Fußballspieler
- Aisato, Lisa (* 1981), norwegische Illustratorin, Bilderbuchautorin und Malerin
- Aisatulina, Uljana Maratowna (* 1996), russische Tennisspielerin
- Aisawa, Ichirō (* 1954), japanischer Politiker
- Aisawanya Areyawattana (* 1983), thailändische Schauspielerin
- Aisberg, Eugène (1905–1980), russisch-französischer Wissenschaftsjournalist
- Aisch, Adolf (1867–1954), deutscher evangelischer Pfarrer und heimatkundlicher Schriftsteller
- Aisch, Johannes (1871–1939), deutscher evangelischer Geistlicher und Imker, Fachschriftsteller
- A'ischa, Dichterin im Kalifat von Córdoba
- Aischa bint Abi Bakr († 678), Lieblingsfrau des Propheten Mohammed und Tochter des späteren Kalifen Abu BakrAischa bint Abi Bakr († 678)
- Aischa bint Talha, Tochter

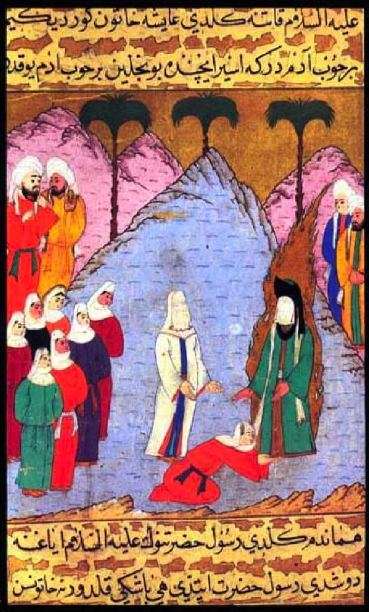
Aischa bint Abi Bakr († 678)

- Aischetades, attischer Stratege von Salamis
- Aischines, griechischer Redner
- Aischines, griechischer Töpfer
- Aischines, attischer Redner
- Aischines von Neapolis, antiker griechischer Philosoph
- Aischines von Sphettos, griechischer antiker Philosoph; Schüler des Sokrates
- Aischylos (525 v. Chr.–456 v. Chr.), griechischer TragödiendichterAischylos (525 v. Chr.–456 v. Chr.)

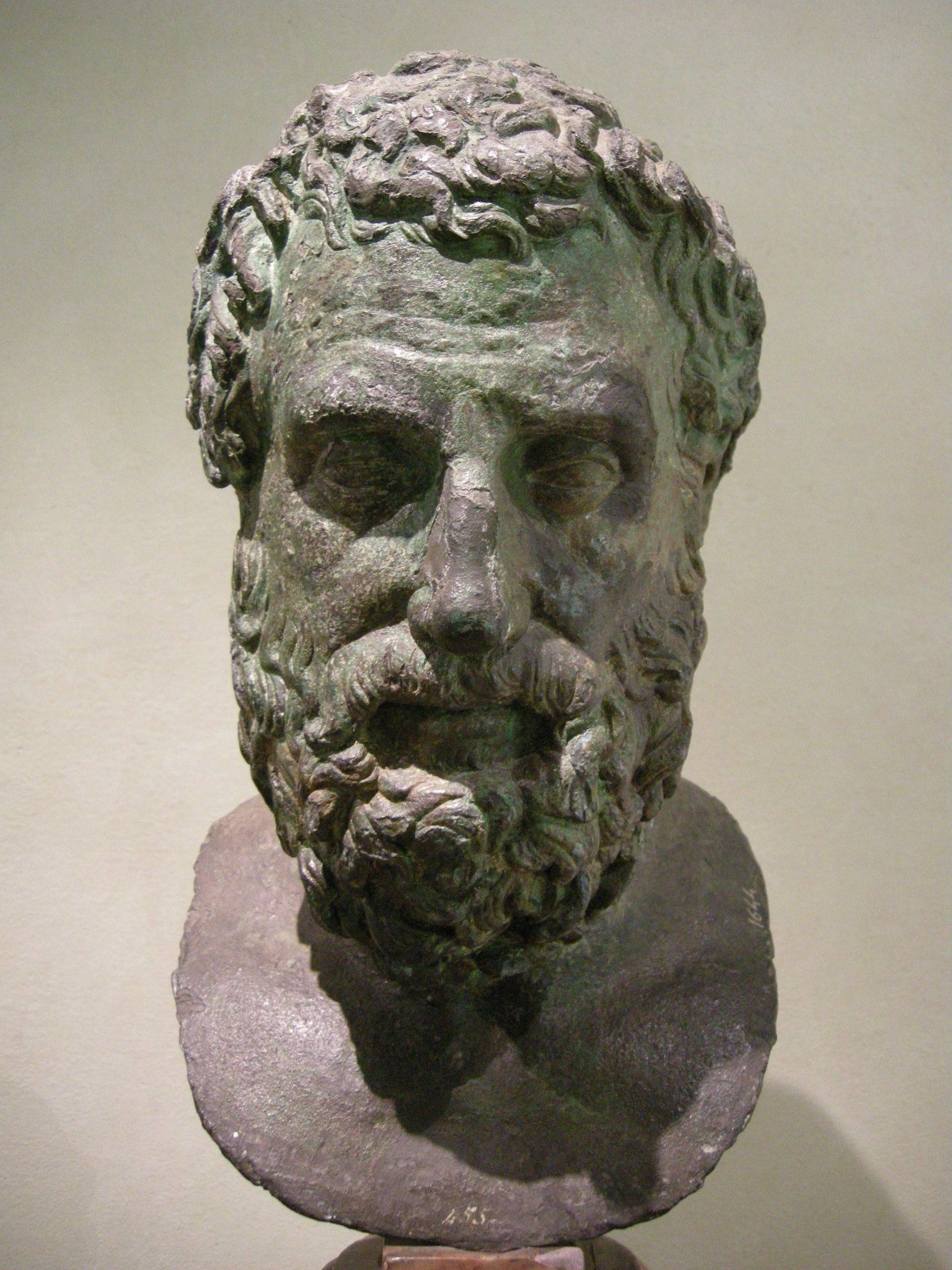
Aischylos (525 v. Chr.–456 v. Chr.)

- Aisel (* 1989), aserbaidschanische Sängerin
- Aiserman, Mark Aronowitsch (1913–1992), russischer Physiker, Kybernetiker und Hochschullehrer
- Aish, Michael (* 1976), neuseeländischer Langstreckenläufer
- Aish, Nicole (* 1976), US-amerikanische Langstreckenläuferin
- Aisha (* 1986), lettische Sängerin
- Aisha Al-Manoubya (1199–1267), sufisch-islamische Gelehrte
- Aishath Shaan Shakir (* 1966), maledivische Diplomatin
- Aisher, Robin (1934–2023), britischer Segler
- Aishwarya von Nepal (1949–2001), nepalesische Königin (1972–2001)Aishwarya von Nepal (1949–2001)

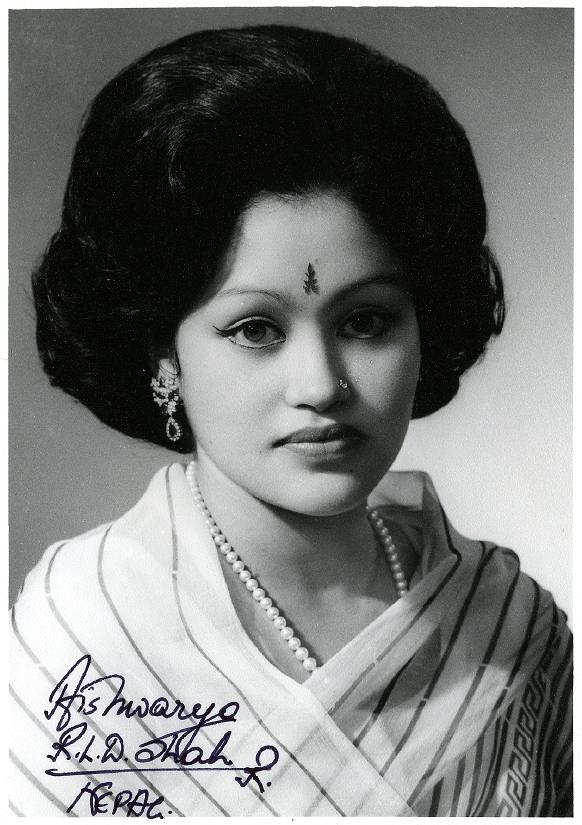
Aishwarya von Nepal (1949–2001)

- Aislan (* 1988), brasilianischer Fußballspieler
- Aison, griechischer Vasenmaler
- Aisowieren, Evan Eghosa (* 2005), österreichischer Fußballspieler
- Aïssa, Feiza Ben (* 1963), tunesische Tischtennisspielerin
- Aïssa, Lotfi (* 1958), tunesischer Historiker
- Aissami, Tareck El (* 1974), venezolanischer Politiker; Innenminister
- Aissaoui, Safa (* 1985), tunesische Leichtathletin
- Aissati, Ismaïl (* 1988), niederländisch-marokkanischer Fußballspieler
- Aïssatou, Yaou (* 1951), kamerunische Politikerin
- Aïssé, Charlotte (1694–1733), französische Literatin der Aufklärung
- Aisslinger, Werner (* 1964), deutscher Designer mit dem Schwerpunkt auf Produktdesign, Designkonzepte und Markendesign
- Aistis, Jonas (1904–1973), litauischer Dichter und Essayist
- Aistleitner, Christoph (* 1982), österreichischer Mathematiker und Literat
- Aistrup, Nikola (* 1987), dänischer Bahn- und Straßenradrennfahrer
- Aistulf († 756), König der Langobarden

### Ait
- Aït Aha, Hicham (* 1980), marokkanischer Diskuswerfer
- Aït Ahmed, Hocine (1926–2015), algerischer Politiker
- Aït Bennasser, Youssef (* 1996), marokkanisch-französischer Fußballspieler
- Aït Hammou, Amina (* 1978), marokkanische Leichtathletin
- Aït Hammou, Seltana (* 1980), marokkanische Leichtathletin
- Ait Moulay, Ahmed (* 1964), marokkanischer Skirennläufer
- Aït Oulghazi, Hatim (* 2006), katarischer Leichtathlet marokkanischer Herkunft
- Aït Saïd, Samir (* 1989), französischer Kunstturner
- Aït Salem, Souad (* 1979), algerische Langstreckenläuferin
- Ait Si Abbou, Kenza (* 1981), marokkanisch-deutsche Ingenieurin und leitende Managerin für Künstliche Intelligenz und RobotikKenza Ait Si Abbou (* 1981)

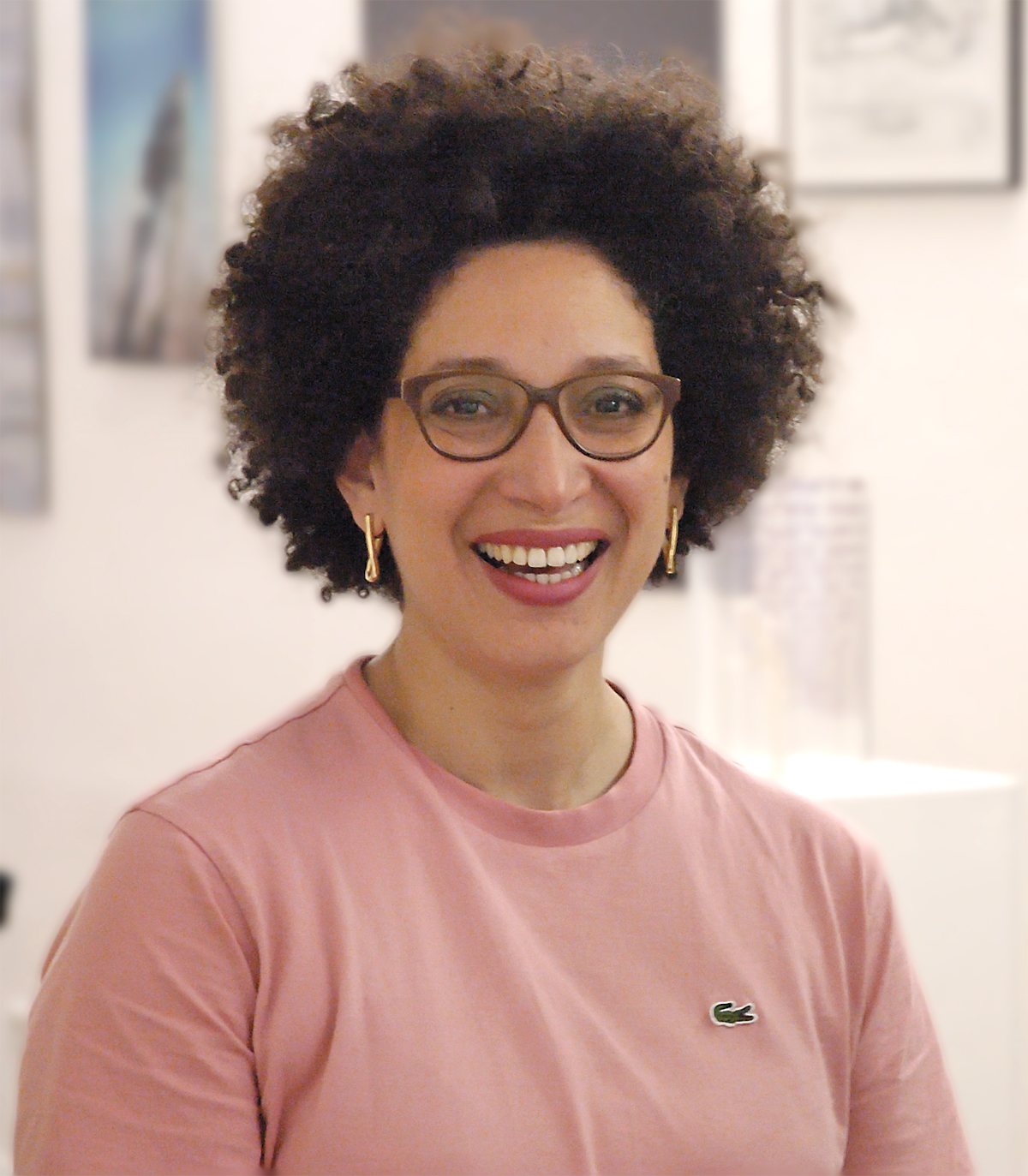
Kenza Ait Si Abbou (* 1981)

- Ait Sibrahim, Brahim (* 1967), marokkanischer Skirennläufer
- Aït-Nouri, Rayan (* 2001), französischer Fußballspieler
- Aït-Sahalia, Yacine, französischer Wirtschaftswissenschaftler
- Aita, Gilda (* 1943), österreichische Bildhauerin, Malerin und Grafikerin
- Aita, Vincenzo (* 1948), italienischer Politiker (Partito della Rifondazione Comunista), MdEP
- Aitachanow, Jerlan (* 1971), kasachischer Politiker
- Aitakama († 1312 v. Chr.), König von Kadesch
- Aitala, Rosario Salvatore (* 1967), italienischer Jurist und Richter am Internationalen Strafgerichtshof
- Aitana (* 1999), spanische PopsängerinAitana (* 1999)
- Aitch (* 1999), britischer Rapper

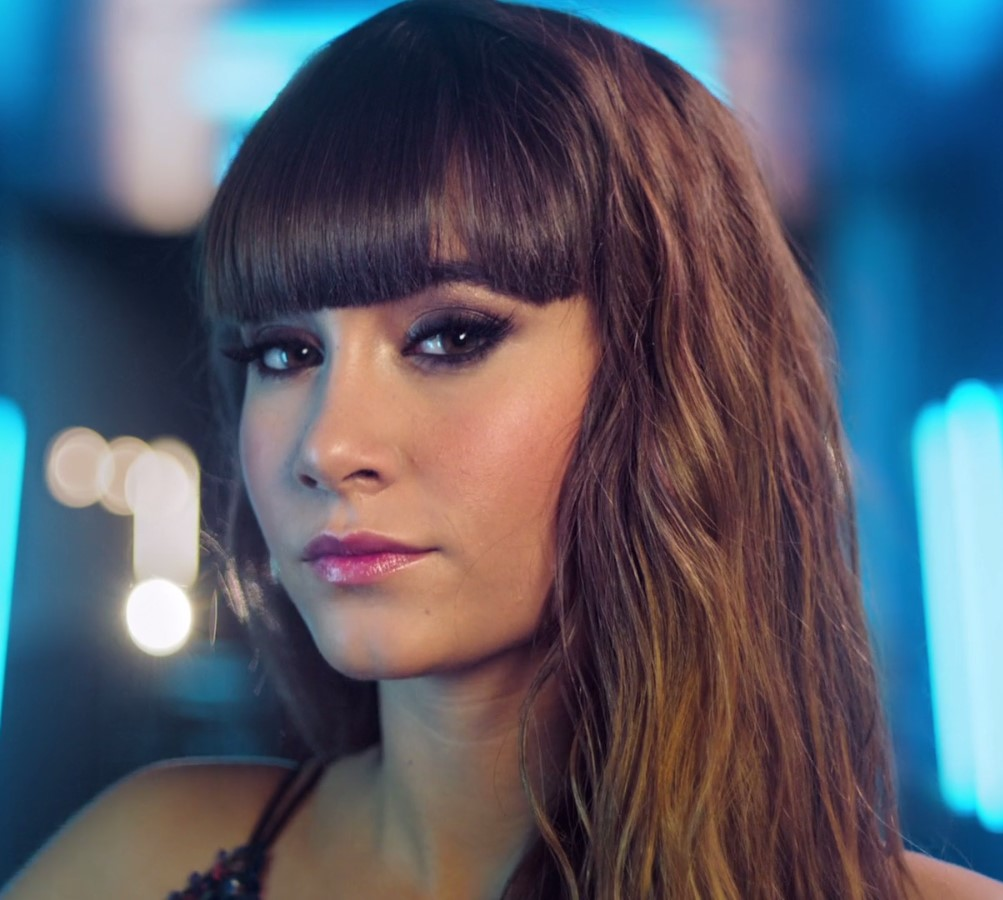
Aitana (* 1999)

- Aitchison, Beatrice (1908–1997), US-amerikanische Mathematikerin, Statistikerin, Transportökonomin und Hochschullehrerin
- Aitchison, Charles (1832–1896), britischer Kolonialbeamter, Lieutenant-Governor des Punjab (1882–1887)
- Aitchison, Helen (1881–1947), britische Tennisspielerin
- Aitchison, Jack (* 2000), schottischer Fußballspieler
- Aitchison, James Edward Tierney (1836–1898), englischer Arzt, Botaniker, Pflanzensammler und Reisender
- Aitchoschina, Naghima (1946–2020), sowjetische bzw. kasachische Mikrobiologin
- Aitelli, Colette (1932–2018), französische Sprinterin
- Aithadi, Nicolas (* 1972), französischer Filmtechniker
- Aiti Waro Leru’a, Emile (* 1936), kongolesischer Geistlicher, Altbischof von Isiro-Niangara
- Äitimowa, Birghanym (* 1953), kasachische Politikerin
- Aitinger, Sebastian (1508–1547), Sekretär des Schmalkaldischen Bundes
- Aitio, Paavo (1918–1989), finnischer Politiker (Demokratische Union des Finnischen Volkes), Abgeordneter, Minister, Provinzgouverneur
- Aitipol Kaewkeaw (* 1988), thailändischer Fußballspieler
- Aitken, Alexander (1895–1967), neuseeländischer Mathematiker
- Aitken, Andrew (1909–1984), englischer Fußballtorhüter
- Aitken, Arthur (1861–1924), britischer Militärbefehlshaber
- Aitken, Bill (* 1947), schottischer Politiker
- Aitken, Billy (* 1951), schottischer Fußballspieler
- Aitken, Bobby, Sound-Designer
- Aitken, Brett (* 1971), australischer Bahn- und Straßenradrennfahrer
- Aitken, Charlie (* 1942), schottischer Fußballspieler
- Aitken, Dan (1882–1951), schottischer Fußballspieler
- Aitken, David D. (1853–1930), US-amerikanischer Politiker
- Aitken, Dianne (* 1961), kanadische Flötistin und Musikpädagogin
- Aitken, Glenn (* 1952), englischer Fußballspieler
- Aitken, Jack (* 1995), britischer AutomobilrennfahrerJack Aitken (* 1995)

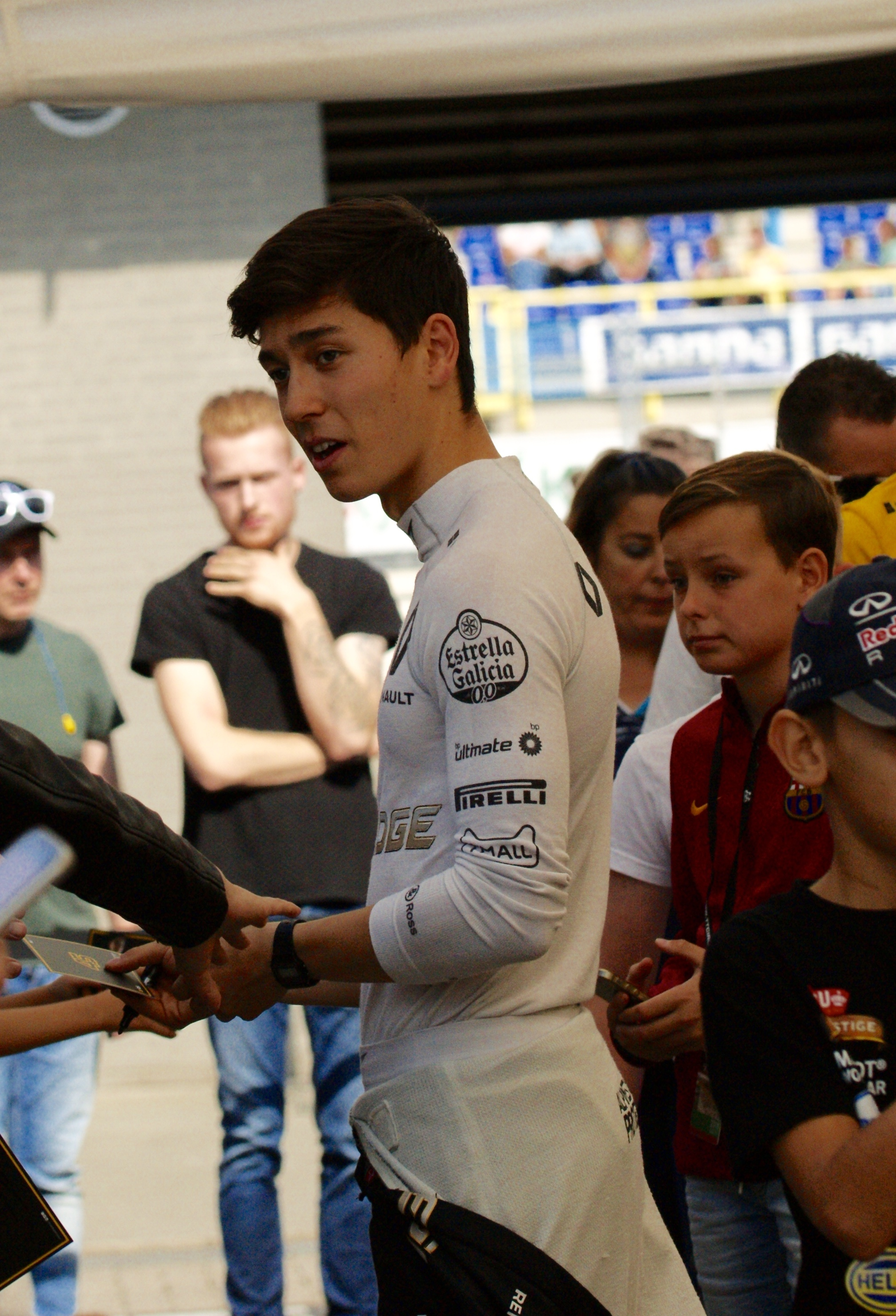
Jack Aitken (* 1995)

- Aitken, James (1907–1931), schottischer Fußballspieler
- Aitken, Janet (1873–1941), schottische Porträt- und Landschaftsmalerin
- Aitken, John (1839–1919), britischer Physiker und Meteorologe
- Aitken, John (1870–1919), schottischer Fußballspieler
- Aitken, John (1897–1967), schottischer Fußballspieler
- Aitken, Johnny (1885–1918), US-amerikanischer Automobilrennfahrer
- Aitken, Jonathan (* 1942), britischer Politiker, Mitglied des House of Commons
- Aitken, Laurel (1927–2005), britischer Sänger
- Aitken, Lisa (* 1990), schottische Squashspielerin
- Aitken, Maria (* 1945), irische Schauspielerin
- Aitken, Martin J. (1922–2017), britischer Physiker
- Aitken, Matt, Spezialeffektkünstler
- Aitken, Max, 1. Baron Beaverbrook (1879–1964), britischer Pressezar und Politiker, Mitglied des House of Commons
- Aitken, Nick (* 1990), australischer Straßenradrennfahrer
- Aitken, Ralph (1863–1928), schottischer Fußballspieler
- Aitken, Robert (1917–2010), amerikanischer Literaturwissenschaftler, Friedensaktivist und Zen-Lehrer der Sanbo-Kyodan-Linie
- Aitken, Robert (* 1939), kanadischer Komponist, Flötist und Musikpädagoge
- Aitken, Robert Grant (1864–1951), US-amerikanischer Astronom
- Aitken, Roy (* 1958), schottischer Fußballspieler
- Aitken, Spottiswoode (1868–1933), britisch-amerikanischer Stummfilmschauspieler und Autor
- Aitken, Tony (* 1946), britischer Schauspieler
- Aitken, William (1894–1973), schottischer Fußballspieler und -trainer
- Aitken-Walker, Louise (* 1960), britische Rennfahrerin
- Aitkenhead, Andy (1904–1968), schottisch-kanadischer Eishockeytorwart
- Aitkenhead, Wattie (1887–1966), schottischer Fußballspieler
- Aitmatow, Tschingis (1928–2008), sowjetisch-kirgisischer SchriftstellerTschingis Aitmatow (1928–2008)

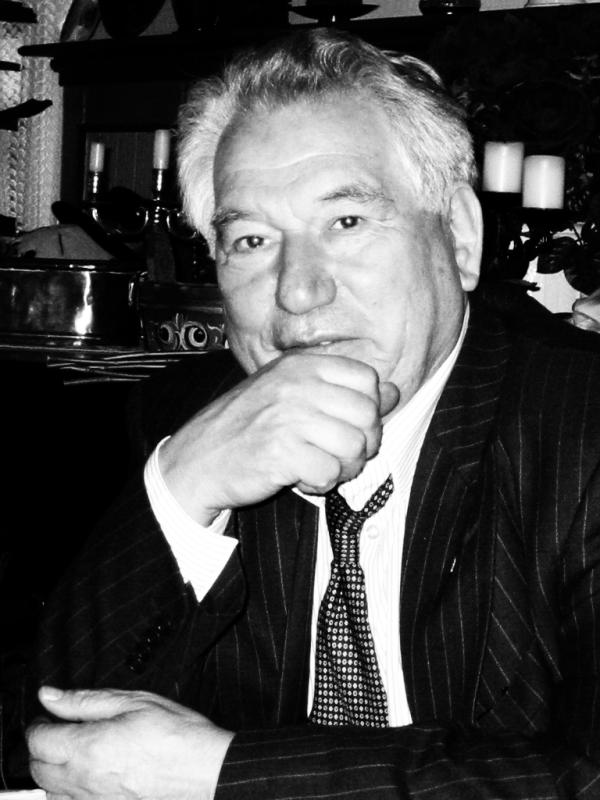
Tschingis Aitmatow (1928–2008)

- Aïtoff, Irène (1904–2006), französische Pianistin
- Aïtoff, Vladimir (1879–1963), französischer Mediziner und Rugby-Union-Spieler
- Aiton, Eric (1920–1991), britischer Physik- und Mathematikhistoriker
- Aiton, William (1731–1793), britischer Botaniker
- Aiton, William Townsend (1766–1849), englischer botanischer Gärtner
- Aitow, Dawid Alexandrowitsch (1854–1933), russischer Kartograf und Revolutionär
- Aitowa, Faticha Abdulwalijewna (1866–1942), russische bzw. sowjetische Philanthropin und Mäzenin tatarischer Herkunft
- Aitowa, Marina (* 1982), kasachische Hochspringerin
- Aitsam, Mihkel (1877–1953), estnischer Schriftsteller und Journalist
- Aitschanowa, Schanar (* 1965), kasachische Politikerin
- Aitthikorn Miphon (* 2004), thailändischer Fußballspieler
- Aittokallio, Sami (* 1992), finnischer Eishockeytorwart
- Aitzema, Foppe van (1580–1637), Jurist und Politiker
- Aitzema, Lieuwe van (1600–1669), holländischer Historiker, Diplomat, Bonvivant, Schürzenjäger und Spion
- Aitzetmüller, Rudolf (1923–2000), österreichischer Slawist
- Aitzing, Michael von († 1598), österreichischer Adliger, Gelehrter und Autor

### Aiu
- Aiuchi, Rina (* 1980), japanische J-Pop-Sängerin und Designerin für Tierartikel
- Aiuppa, Joseph (1907–1997), italienisch-amerikanischer Mobster
- Aiuti, Andrea (1849–1905), italienischer Geistlicher, Kurienkardinal der römisch-katholischen Kirche
- Aiuto, Daniela (* 1975), italienische Politikerin

### Aiv
- Aïvanhov, Omraam Mikhaël (1900–1986), bulgarischer Esoteriker

### Aiw
- Aiwanger, Hubert (* 1971), deutscher Politiker (Freie Wähler), Bundesvorsitzender der Freien Wähler, MdL in BayernHubert Aiwanger (* 1971)

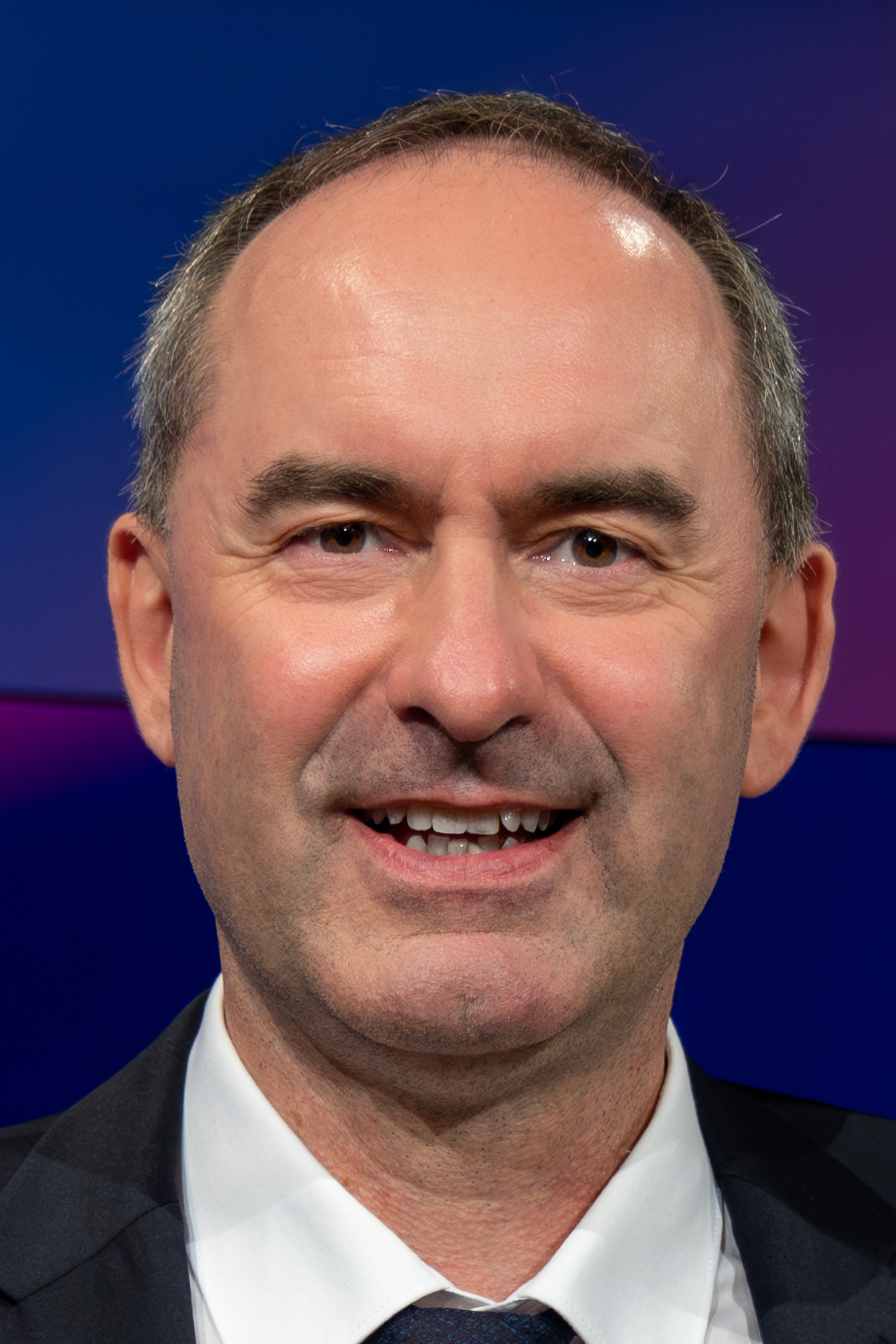
Hubert Aiwanger (* 1971)

- Aiwasowa, Swetlana Grigorjewna (* 1944), sowjetische bzw. russische Politologin
- Aiwasowski, Gawriil Konstantinowitsch (* 1812), russischer Orientalist armenischer Abstammung
- Aiwasowski, Iwan Konstantinowitsch (1817–1900), russischer Marinemaler
- Aiwu, Emanuel (* 2000), österreichischer Fußballspieler

### Aix
- Aix, Camilla Seyssel d’ (1836–1918), österreichische Schriftstellerin
- Aixa († 1493), Tochter von König Mohammed IX.

### Aiy
- Aiyabei, Joan Jepkorir (* 1979), kenianische Langstreckenläuferin
- Aiyana, Whitney (* 1993), US-amerikanische Volleyballspielerin
- Aiyappa, Pramila (* 1977), indische Siebenkämpferin
- Aiyar, Swaminathan, indischer Journalist
- Aiyarat Duangmanee (* 1997), thailändischer Fußballspieler
- Aiyegbeni, Yakubu (* 1982), nigerianischer FußballspielerYakubu Aiyegbeni (* 1982)

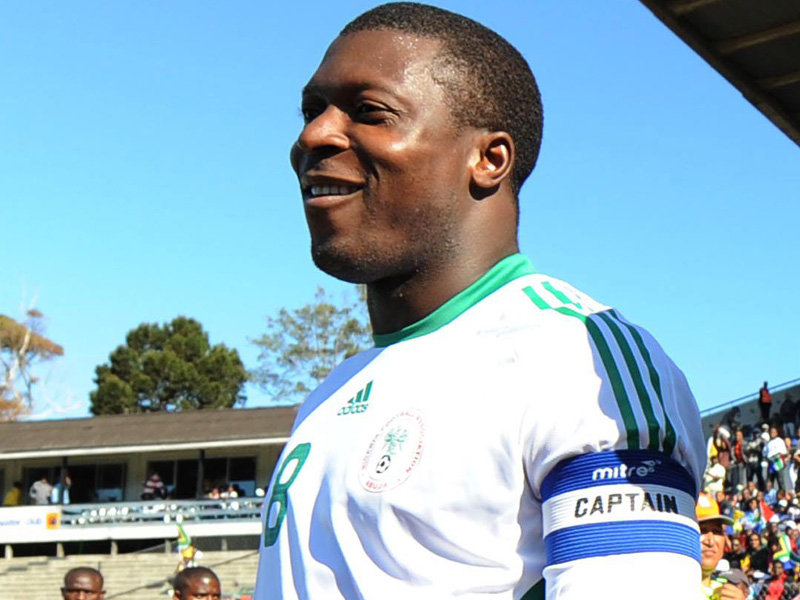
Yakubu Aiyegbeni (* 1982)

- Aiyegbusi, Korede (* 1988), englisch-nigerianischer Fußballspieler
- Aiyegun, Tosin (* 1998), nigerianischer Fußballspieler
- Aiyenugba, Dele (* 1983), nigerianischer Fußballtorhüter
- Aiyuk, Brandon (* 1998), US-amerikanischer Footballspieler

### Aiz
- Aizawa, Akira (* 1997), japanischer Langstreckenläufer
- Aizawa, Hiroyasu (* 1961), japanischer Skispringer
- Aizawa, Machiko, japanische Badmintonspielerin
- Aizawa, Mai (* 1980), japanische Fußballspielerin
- Aizawa, Natsuki (* 1999), japanische Handballspielerin
- Aizawa, Seishisai (1782–1863), japanischer national-ausgerichteter Denker
- Aizawa, Shōta (* 1996), japanischer Fußballspieler
- Aizawa, Tadahiro (1926–1989), japanischer Geschäftsmann und Amateur-Archäologe
- Aizawa, Takashi (* 1982), japanischer Fußballspieler
- Aizawa, Yūya (* 2000), japanischer Fußballspieler
- Aizelin, Eugène-Antoine (1821–1902), französischer Bildhauer
- Aizen, Belén (* 2000), argentinische Beachhandballspielerin
- Aizenberg, Joanna (* 1960), sowjetisch-amerikanische Chemikerin und Materialwissenschaftlerin
- Aizenman, Michael (* 1945), israelisch-US-amerikanischer Mathematiker
- Aizenpreisz, Lázár (* 1996), ungarischer Fußballspieler
- Aizik, Tal (* 1993), israelischer E-Sportler
- Aizikovitch, Mark (1946–2013), deutsch-ukrainischer Klezmersänger, Schauspieler und Dichter
- Aizlewood, Steve (1952–2013), walisischer Fußballspieler
- Aizman, David Jakowlewitsch (1869–1922), russisch-jüdischer Schriftsteller
- Aizome, Kyōko (* 1958), japanische Schauspielerin und Regisseurin
- Aizpors, Marion (* 1961), deutsche Schwimmerin
- Aizpuriete, Amanda (1956–2023), lettische Lyrikerin und Übersetzerin
- Aizpuru, Itziar (* 1939), spanische Schauspielerin
- Aizu, Yaichi (1881–1956), japanischer Literaturhistoriker und Lyriker
- Aizu, Yūki (* 1996), japanischer Fußballspieler